# Liga Conferencia de la UEFA 2024-25
La Liga Conferencia de la UEFA 2024-25 fue la 4.ª edición de la competición. Comenzó el 11 de julio de 2024 con los primeros partidos clasificatorios y finalizó el 28 de mayo de 2025, fecha en la que se celebró la final en el Estadio Municipal de Breslavia, en Polonia. Esta temporada supone la primera de la competición bajo el nombre original UEFA Conference League, abandonando la palabra Europa que formó parte de su nomenclatura durante las tres primeras campañas. Además, al igual que ocurrirá con la Liga de Campeones y la Liga Europa, este año la competición estrena un nuevo formato implementando una fase de liga con un grupo único, en sustitución de la tradicional fase de grupos.
El Chelsea Football Club se coronó campeón al derrotar 4-1 en la final al Real Betis Balompié. Así mismo, el club inglés se convirtió en el primer club en conquistar los tres campeonatos continentales europeos además de los cinco campeonatos históricos de la UEFA.
El ganador de la Liga Conferencia de la UEFA se clasificó para la Liga Europa de la UEFA 2025-26, a menos que se clasifique para la Liga de Campeones de la UEFA 2025-26 en función del desempeño en su campeonato nacional.

## Asignación
Al igual que en la Liga de Campeones de la UEFA, la clasificación para la Liga Conferencia de la UEFA se divide en dos «rutas»: Ruta de Campeones y Ruta de Liga. Sin embargo, a diferencia de la Liga de Campeones, solo disputan la Ruta de Campeones los equipos que hayan perdido partidos de clasificación en la Liga de Campeones y, por lo tanto, hayan sido relegados directamente a la Liga Conferencia de la UEFA.
La clasificación para la Ruta de Liga se basa en el criterio estándar de coeficiente de la UEFA común a los torneos de la UEFA. El número de participantes por asociación se distribuye de la siguiente forma:
- Las asociaciones 1 a 12 y 34 solo tendrán un participante.
- Las asociaciones 13 a 33 (excepto Rusia) y 51 a 55 tendrán dos participantes.
- Las asociaciones 35 a 50 tendrán tres participantes.

Basándose en esta reorganización del fútbol de la UEFA, ninguna asociación se beneficiará de más plazas para el fútbol continental de las que tenían antes del ciclo de competición 2021–24.

### Clasificación de la asociación
Para la Liga Conferencia 2024-25, se asignan plazas a las asociaciones de acuerdo con sus coeficientes de país de la UEFA 2023, que tiene en cuenta su rendimiento en las competiciones europeas de 2018-19 a 2022-23.
| Clasif. | Asociación      | Coef.   | Equipos | Notas    |
| ------- | --------------- | ------- | ------- | -------- |
| 1       | Inglaterra      | 109.570 | 1       |          |
| 2       | España          | 92.998  | 1       |          |
| 3       | Alemania        | 82.481  | 1       |          |
| 4       | Italia          | 81.926  | 1       |          |
| 5       | Francia         | 61.164  | 1       |          |
| 6       | Países Bajos    | 59.900  | 1       |          |
| 7       | Portugal        | 56.216  | 1       |          |
| 8       | Bélgica         | 42.200  | 1       | +1 (UEL) |
| 9       | Escocia         | 36.400  | 1       | +2 (UEL) |
| 10      | Austria         | 34.000  | 1       | +2 (UEL) |
| 11      | Serbia          | 32.375  | 1       | +3 (UEL) |
| 12      | Turquía         | 32.100  | 1       | +1 (UEL) |
| 13      | Suiza           | 31.675  | 2       | +2 (UEL) |
| 14      | Ucrania         | 29.500  | 2       | +1 (UEL) |
| 15      | República Checa | 29.050  | 2       |          |
| 16      | Noruega         | 29.000  | 2       | +1 (UEL) |
| 17      | Dinamarca       | 27.825  | 2       | +1 (UEL) |
| 18      | Rusia           | 26.215  | 0       |          |
| 19      | Croacia         | 25.400  | 2       | +1 (UEL) |

| Clasif. | Asociación    | Coef.  | Equipos | Notas             |
| ------- | ------------- | ------ | ------- | ----------------- |
| 20      | Grecia        | 25.225 | 2       | -1 (UEL) +1 (UEL) |
| 21      | Israel        | 25.000 | 2       | +1 (UEL)          |
| 22      | Chipre        | 24.475 | 2       | +2 (UEL)          |
| 23      | Suecia        | 23.750 | 2       |                   |
| 24      | Polonia       | 20.750 | 2       | +2 (UEL)          |
| 25      | Hungría       | 20.625 | 2       | +1 (UEL)          |
| 26      | Rumania       | 20.500 | 2       | +1 (UEL)          |
| 27      | Bulgaria      | 20.000 | 2       | +1 (UEL)          |
| 28      | Eslovaquia    | 19.750 | 2       | +1 (UEL)          |
| 29      | Azerbaiyán    | 16.625 | 2       | +1 (UEL)          |
| 30      | Kazajistán    | 12.625 | 2       | +1 (UCL) +1 (UEL) |
| 31      | Eslovenia     | 12.500 | 2       | +2 (UEL)          |
| 32      | Moldavia      | 12.250 | 2       | +2 (UEL)          |
| 33      | Kosovo        | 11.041 | 2       | +1 (UCL) +1 (UEL) |
| 34      | Liechtenstein | 11.000 | 1       |                   |
| 35      | Letonia       | 10.625 | 3       |                   |
| 36      | Irlanda       | 10.375 | 3       | +1 (UEL)          |
| 37      | Finlandia     | 10.250 | 3       | +1 (UCL)          |

| Clasif. | Asociación           | Coef.  | Equipos | Notas    |
| ------- | -------------------- | ------ | ------- | -------- |
| 38      | Lituania             | 10.000 | 3       | +1 (UEL) |
| 39      | Armenia              | 9.875  | 3       | +1 (UCL) |
| 40      | Bielorrusia          | 9.875  | 3       | +1 (UEL) |
| 41      | Bosnia y Herzegovina | 9.750  | 3       | +1 (UEL) |
| 42      | Luxemburgo           | 9.000  | 3       | +1 (UCL) |
| 43      | Islas Feroe          | 8.750  | 3       | +1 (UEL) |
| 44      | Irlanda del Norte    | 8.583  | 3       | +1 (UCL) |
| 45      | Malta                | 8.250  | 3       | +1 (UCL) |
| 46      | Georgia              | 8.000  | 3       | +1 (UCL) |
| 47      | Estonia              | 7.582  | 3       | +1 (UCL) |
| 48      | Islandia             | 7.250  | 3       | +1 (UCL) |
| 49      | Albania              | 6.250  | 3       | +1 (UCL) |
| 50      | Gales                | 6.166  | 3       | +1 (UEL) |
| 51      | Gibraltar            | 5.791  | 2       | +1 (UEL) |
| 52      | Macedonia del Norte  | 5.500  | 2       | +1 (UCL) |
| 53      | Andorra              | 5.165  | 2       | +1 (UEL) |
| 54      | Montenegro           | 4.750  | 2       | +1 (UCL) |
| 55      | San Marino           | 1.999  | 2       | +1 (UCL) |

### Distribución
Los equipos accederán de acuerdo a la lista de acceso.
|                                            |                                            | Equipos que entran en esta fase | Equipos que provienen de la fase anterior                                                                               | Equipos transferidos de la Liga de Campeones                               | Equipos transferidos de la Liga Europa                                                      |
| ------------------------------------------ | ------------------------------------------ | --- | --- | -------------------------------------------------------------------------- | ------------------------------------------------------------------------------------------- |
| Primera Ronda Clasificatoria (50 equipos)  | Primera Ronda Clasificatoria (50 equipos)  | - 9 ganadores de copa nacionales de las asociaciones 47 a 55 - 21 subcampeones de las asociaciones 34 a 55 (excluyendo Liechtenstein) - 20 equipos clasificados en tercer lugar de la liga doméstica de las asociaciones 30 a 50 (excluyendo Liechtenstein)                                                              | |                                                                            |                                                                                             |
| Segunda Ronda Clasificatoria (98 equipos)  | Ruta de Campeones (12 equipos)             | | | - 12 perdedores de la Primera ronda clasificatoria de la Liga de Campeones |                                                                                             |
| Segunda Ronda Clasificatoria (98 equipos)  | Ruta de Liga (86 equipos)                  | - 13 ganadores de copa nacionales de las asociaciones 34 a 46 - 17 subcampeones de las asociaciones 16 a 33 (excluyendo Rusia) - 15 equipos en tercer lugar de las asociaciones 13 a 29 (excluyendo Grecia y Rusia) - 9 equipos en cuarto lugar de las asociaciones 7 a 15 - 1 equipo en quinto lugar de la asociación 6 | - 25 ganadores de la Primera Ronda Clasificatoria                                                                       |                                                                            | - 6 perdedores de la Primera ronda clasificatoria de la Liga Europa                         |
| Tercera Ronda Clasificatoria (60 equipos)  | Ruta de Campeones (8 equipos)              | | - 6 ganadores de la Ruta de Campeones de la Segunda ronda clasificatoria                                                | - 2 perdedores de la Primera ronda clasificatoria de la Liga de Campeones  |                                                                                             |
| Tercera Ronda Clasificatoria (60 equipos)  | Ruta de Liga (52 equipos)                  | | - 43 ganadores de la Ruta de Liga de la Segunda ronda clasificatoria                                                    |                                                                            | - 9 perdedores de la Segunda ronda clasificatoria de la Liga Europa                         |
| Ronda de Play-Off (48 equipos)             | Ruta de Campeones (10 equipos)             | | - 4 ganadores de la Ruta de Campeones de la Tercera ronda clasificatoria                                                |                                                                            | - 6 perdedores de la Ruta de Campeones de la Tercera ronda clasificatoria de la Liga Europa |
| Ronda de Play-Off (48 equipos)             | Ruta de Liga (38 equipos)                  | - 5 equipos en sexto lugar de las asociaciones 1 a 5 | - 26 ganadores de la Ruta de Liga de la Tercera ronda clasificatoria                                                    |                                                                            | - 7 perdedores de la Ruta de Liga de la Tercera ronda clasificatoria de la Liga Europa      |
| Fase de liga (36 equipos)                  | Fase de liga (36 equipos)                  | | - 5 ganadores de la Ruta de Campeones de la Ronda de Play-Off - 19 ganadores de la Ruta de Liga de la Ronda de Play-Off |                                                                            | - 12 perdedores de la Ronda de Play-Off de la Liga Europa                                   |
| Ronda eliminatoria preliminar (16 equipos) | Ronda eliminatoria preliminar (16 equipos) | | - 16 equipos clasificados del 9 al 24 de la fase de Liga                                                                |                                                                            |                                                                                             |
| Fase eliminatoria (16 equipos)             | Fase eliminatoria (16 equipos)             | | - 8 equipos clasificados del 1 al 8 de la fase de Liga - 8 ganadores de la ronda preliminar                             |                                                                            |                                                                                             |

Debido a la suspensión de Rusia para la temporada europea 2024-25, se realizaron los siguientes cambios en la lista de acceso:
- Uno de los perdedores de la primera ronda de clasificación de la Liga de Campeones ingresa en la tercera ronda de clasificación en lugar de la segunda ronda de clasificación.
- Los campeones de copa de las asociaciones 39 a 44 (Armenia, Bielorrusia, Bosnia y Herzegovina, Luxemburgo, Islas Feroe e Irlanda del Norte) ingresan en la segunda ronda de clasificación en lugar de la primera ronda de clasificación.

Debido a que Olympiakos quedó campeón de la Liga Europa Conferencia de la UEFA y se clasificó para la Fase de liga de la Liga Europa, se realizaron los siguientes cambios en la lista de acceso:
- Los campeones de copa de las asociaciones 45 y 46 (Malta y Georgia) ingresaron en la segunda ronda de clasificación en lugar de la primera ronda de clasificación.

Dado que el campeón de la Liga de Campeones de la UEFA (Real Madrid) se clasificó para la Fase de liga de la Liga de Campeones a través de su liga nacional, se realizaron los siguientes cambios en la lista de acceso:
- Dos de los perdedores de la primera ronda de clasificación de la Liga de Campeones ingresaron en la tercera ronda de clasificación en lugar de la segunda ronda de clasificación.

## Participantes
- CC: Campeón de copa
- N.º: Posición de liga
- CCL: Campeón de Copa de la Liga
- TR: Ganador de temporada regular
- PO: Ganador de play-off
- LC: Procedente de la Liga de Campeones
  - 1R: Perdedor de la Primera ronda previa
- EL: Procedente de la Liga Europa
  - PO: Perdedor de la Ronda de play-off
  - 3R: Perdedor de la Tercera ronda previa
  - 2R: Perdedor de la Segunda ronda previa
  - 1R: Perdedor de la Primera ronda previa

| Fase de liga                  | Fase de liga              | Fase de liga               | Fase de liga                  |
| ----------------------------- | ------------------------- | -------------------------- | ----------------------------- |
| Dinamo Minsk (EL PO)          | Lugano (EL PO)            | TSC (EL PO)                | Molde (EL PO)                 |
| Jagiellonia Białystok (EL PO) | LASK (EL PO)              | Shamrock Rovers (EL PO)    | Rapid Viena (EL PO)           |
| Petrocub Hîncești (EL PO)     | APOEL Nicosia (EL PO)     | Borac Banja Luka (EL PO)   | Heart of Midlothian (EL PO)   |
| Ronda de play-off             |                           |                            |                               |
| Ruta de Campeones             | Ruta de Campeones         | Ruta de Liga               | Ruta de Liga                  |
| KÍ Klaksvik (EL 3R)           | KÍ Klaksvik (EL 3R)       | Partizán (EL 3R)           | Chelsea (6.º)                 |
| UE Santa Coloma (EL 3R)       | UE Santa Coloma (EL 3R)   | Círculo de Brujas (EL 3R)  | Real Betis (7.º)              |
| Celje (EL 3R)                 | Celje (EL 3R)             | Panathinaikos (EL 3R)      | Heidenheim (8.º)              |
| Panevėžys (EL 3R)             | Panevėžys (EL 3R)         | Trabzonspor (EL 3R)        | Fiorentina (8.º)              |
| The New Saints (EL 3R)        | The New Saints (EL 3R)    | Servette (EL 3R)           | Lens (7.º)                    |
| Lincoln Red Imps (EL 3R)      | Lincoln Red Imps (EL 3R)  | Rijeka (EL 3R)             |                               |
|                               |                           | Kryvbas Kryvyi Rih (EL 3R) |                               |
| Tercera ronda clasificatoria  |                           |                            |                               |
| Ruta de Campeones             | Ruta de Liga              | Ruta de Liga               | Ruta de Liga                  |
| HJK Helsinki (LC 1R)          | Vojvodina (EL 2R)         | Kilmarnock (EL 2R)         | Maccabi Petah Tikva (EL 2R)   |
| Larne (LC 1R)                 | Ružomberok (EL 2R)        | Silkeborg (EL 2R)          | Botev Plovdiv (EL 2R)         |
|                               | Wisła Cracovia (EL 2R)    | Corvinul Hunedoara (EL 2R) | Sheriff Tiraspol (EL 2R)      |
| Segunda ronda clasificatoria  |                           |                            |                               |
| Ruta de Campeones             | Ruta de Liga              | Ruta de Liga               | Ruta de Liga                  |
| Struga (LC 1R)                | Go Ahead Eagles (PO)      | AEK Atenas (2.º)           | Sumgayit (4.º)                |
| Dečić (LC 1R)                 | Vitória Guimarães (5.º)   | Maccabi Haifa (2.º)        | Astaná (2.º)                  |
| Egnatia (LC 1R)               | Gent (PO)                 | Hapoel Be'er Sheva (3.º)   | Olimpija Ljubljana (3.º)      |
| Ħamrun Spartans (LC 1R)       | St. Mirren (5.º)          | AEK Larnaca (2.º)          | Zimbru Chișinău (3.º)         |
| Ballkani (LC 1R)              | Austria Viena (PO)        | Omonia Nicosia (3.º)       | Drita (3.º)                   |
| Flora Tallin (LC 1R)          | Radnički 1923 (5.º)       | Häcken (3.º)               | Vaduz (CC)                    |
| Differdange 03 (LC 1R)        | İstanbul Başakşehir (4.º) | Djurgårdens (4.º)          | Riga (CC)                     |
| Víkingur Reykjavík (LC 1R)    | Zürich (4.º)              | Śląsk Wrocław (2.º)        | St Patrick's Athletic (CC)    |
| Virtus (LC 1R)                | St. Gallen (5.º)          | Legia Varsovia (3.º)       | Ilves (CC)                    |
| Dinamo Batumi (LC 1R)         | Dnipro-1 (4.º)            | Puskás Akadémia (3.º)      | Transinvest (CC)              |
| Ordabasy (LC 1R)              | Polissya Zhytomyr (5.º)   | Fehérvár (4.º)             | Ararat-Armenia (CC)           |
| Pyunik (LC 1R)                | Baník Ostrava (4.º)       | CFR Cluj (2.º)             | Neman Grodno (CC)             |
|                               | Mladá Boleslav (PO)       | Universitatea Craiova (PO) | Zrinjski Mostar (CC)          |
| Brann (2.º)                   | Cherno More Varna (2.º)   | Progrès Niedercorn (CC)    |                               |
| Tromsø (3.º)                  | CSKA 1948 Sofia (PO)      | HB Tórshavn (CC)           |                               |
| Brøndby (2.º)                 | DAC Dunajská Streda (2.º) | Cliftonville (CC)          |                               |
| Copenhague (PO)               | Spartak Trnava (3.º)      | Sliema Wanderers (CC)      |                               |
| Hajduk Split (3.º)            | Sabah (3.º)               | Iberia 1999 (CC)           |                               |
| Osijek (4.º)                  |                           |                            |                               |
| Maribor (EL 1R)               | Paksi (EL 1R)             | Llapi (EL 1R)              |                               |
| Pafos (EL 1R)                 | Zira (EL 1R)              | Tobol (EL 1R)              |                               |
| Primera ronda clasificatoria  |                           |                            |                               |
| Aktobe (3.º)                  | Urartu (4.º)              | Dinamo Tiflis (2.º)        | Bala Town (3.º)               |
| Bravo (4.º)                   | Torpedo Zhodino (3.º)     | Torpedo Kutaisi (3.º)      | Caernarfon Town (PO)          |
| Milsami Orhei (4.º)           | Isloch Minsk Raion (4.º)  | Levadia Tallinn (2.º)      | St. Joseph's (2.º)            |
| Malisheva (4.º)               | Velež Mostar (3.º)        | Tallinna Kalev (3.º)       | Bruno's Magpies (3.º)         |
| Auda (3.º)                    | Sarajevo (4.º)            | Paide Linnameeskond (4.º)  | Tikvesh (CC)                  |
| Liepāja (5.º)                 | F91 Dudelange (3.º)       | Valur Reykjavík (2.º)      | Shkëndija (2.º)               |
| Derry City (2.º)              | UNA Strassen (6.º)        | Stjarnan (3.º)             | Inter Club d'Escaldes (2.º)   |
| Shelbourne (4.º)              | Víkingur Gøta (2.º)       | Breiðablik (4.º)           | Atlètic Club d'Escaldes (3.º) |
| KuPS (2.º)                    | B36 Tórshavn (4.º)        | Partizani (2.º)            | Budućnost (CC)                |
| VPS (PO)                      | Linfield (2.º)            | Vllaznia (4.º)             | Mornar (2.º)                  |
| Žalgiris (2.º)                | Crusaders (PO)            | Tirana (5.º)               | La Fiorita (CC)               |
| Šiauliai (3.º)                | Floriana (2.º)            | Connah's Quay Nomads (CC)  | Tre Penne (PO)                |
| Noah (2.º)                    | Marsaxlokk (4.º)          |                            |                               |

## Calendario
El calendario de la competición es el siguiente. Todos los sorteos se llevan a cabo en la sede de la UEFA en Nyon (Suiza).
| Fase              | Ronda             | Sorteo                  | Ida                     | Vuelta                  |
| ----------------- | ----------------- | ----------------------- | ----------------------- | ----------------------- |
| Clasificación     | Primera ronda     | 18 de junio de 2024     | 11 de julio de 2024     | 18 de julio de 2024     |
| Clasificación     | Segunda ronda     | 19 de junio de 2024     | 25 de julio de 2024     | 1 de agosto de 2024     |
| Clasificación     | Tercera ronda     | 22 de julio de 2024     | 8 de agosto de 2024     | 15 de agosto de 2024    |
| Play-off          | Ronda de play-off | 5 de agosto de 2024     | 22 de agosto de 2024    | 29 de agosto de 2024    |
| Fase de liga      | Jornada 1         | 30 de agosto de 2024    | 3 de octubre de 2024    | 3 de octubre de 2024    |
| Fase de liga      | Jornada 2         | 30 de agosto de 2024    | 24 de octubre de 2024   | 24 de octubre de 2024   |
| Fase de liga      | Jornada 3         | 30 de agosto de 2024    | 7 de noviembre de 2024  | 7 de noviembre de 2024  |
| Fase de liga      | Jornada 4         | 30 de agosto de 2024    | 28 de noviembre de 2024 | 28 de noviembre de 2024 |
| Fase de liga      | Jornada 5         | 30 de agosto de 2024    | 12 de diciembre de 2024 | 12 de diciembre de 2024 |
| Fase de liga      | Jornada 6         | 30 de agosto de 2024    | 19 de diciembre de 2024 | 19 de diciembre de 2024 |
| Fase eliminatoria | Play-offs         | 20 de diciembre de 2024 | 13 de febrero de 2025   | 20 de febrero de 2025   |
| Fase eliminatoria | Octavos           | 21 de febrero de 2025   | 6 de marzo de 2025      | 13 de marzo de 2025     |
| Fase eliminatoria | Cuartos           | 21 de febrero de 2025   | 10 de abril de 2025     | 17 de abril de 2025     |
| Fase eliminatoria | Semifinales       | 21 de febrero de 2025   | 1 de mayo de 2025       | 8 de mayo de 2025       |
| Fase eliminatoria | Final             | 21 de febrero de 2025   | 28 de mayo de 2025      | 28 de mayo de 2025      |

## Fase clasificatoria

### Primera ronda clasificatoria
Un total de 50 equipos participaron en la Primera ronda clasificatoria.
| Equipo 1                | Agr.         | Equipo 2              | Ida | Vuelta |
| ----------------------- | ------------ | --------------------- | --- | ------ |
| Velež Mostar            | 2–6          | Inter Club d'Escaldes | 1–1 | 1–5    |
| Floriana                | 4–2          | Tre Penne             | 3–1 | 1–1    |
| Torpedo Zhodino         | 2–4          | Milsami Orhei         | 2–4 | 0–0    |
| Šiauliai                | 0–2          | Levadia Tallinn       | 0–2 | 0–0    |
| Bala Town               | 2–3 (t. s.)  | Paide Linnameeskond   | 1–2 | 1–1    |
| La Fiorita              | 1–1 (4:2 p.) | Isloch Minsk Raion    | 0–1 | 1–0    |
| Caernarfon Town         | 3–3 (8:7 p.) | Crusaders             | 2–0 | 1–3    |
| Tallinna Kalev          | 1–4          | Urartu                | 1–2 | 0–2    |
| Valur Reykjavík         | 6–2          | Vllaznia              | 2–2 | 4–0    |
| Bruno's Magpies         | 3–2 (t. s.)  | Derry City            | 2–0 | 1–2    |
| Malisheva               | 1–3          | Budućnost             | 1–0 | 0–3    |
| Atlètic Club d'Escaldes | 0–3          | F91 Dudelange         | 0–1 | 0–2    |
| Partizani               | 3–2          | Marsaxlokk            | 1–1 | 2–1    |
| Auda                    | 3–0          | B36 Tórshavn          | 2–0 | 1–0    |
| Stjarnan                | 4–3          | Linfield              | 2–0 | 2–3    |
| Torpedo Kutaisi         | 2–1          | Tirana                | 1–1 | 1–0    |
| Shelbourne              | 3–2          | St. Joseph's          | 2–1 | 1–1    |
| Aktobe                  | 3–3 (3:4 p.) | Sarajevo              | 0–1 | 3–2    |
| Bravo                   | 2–1 (t. s.)  | Connah's Quay Nomads  | 0–1 | 2–0    |
| Liepāja                 | 1–3          | Víkingur Gøta         | 1–1 | 0–2    |
| Noah                    | 4–1          | Shkëndija             | 2–0 | 2–1    |
| Tikvesh                 | 4–5          | Breiðablik            | 3–2 | 1–3    |
| Mornar                  | 3–2          | Dinamo Tiflis         | 2–1 | 1–1    |
| UNA Strassen            | 0–5          | KuPS                  | 0–0 | 0–5    |
| VPS                     | 1–3          | Žalgiris              | 1–2 | 0–1    |

### Segunda ronda clasificatoria
Un total de 98 equipos participaron en la segunda ronda de clasificación.
| Equipo 1           | Agr.         | Equipo 2        | Ida | Vuelta |
| ------------------ | ------------ | --------------- | --- | ------ |
| Differdange 03     | 4–4 (3:4 p.) | Ordabasy        | 1–0 | 3–4    |
| Víkingur Reykjavík | 2–1          | Egnatia         | 0–1 | 2–0    |
| Virtus             | 2–5 (t. s.)  | Flora Tallin    | 0–0 | 2–5    |
| Struga             | 3–4          | Pyunik          | 2–1 | 1–3    |
| Dinamo Batumi      | 0–2          | Dečić           | 0–2 | 0–0    |
| Ballkani           | 2–0          | Ħamrun Spartans | 0–0 | 2–0    |

| Equipo 1              | Agr.         | Equipo 2              | Ida | Vuelta |
| --------------------- | ------------ | --------------------- | --- | ------ |
| Go Ahead Eagles       | 1–2          | Brann                 | 0–0 | 1–2    |
| Omonia Nicosia        | 5–2          | Torpedo Kutaisi       | 3–1 | 2–1    |
| Breiðablik            | 1–3          | Drita                 | 1–2 | 0–1    |
| Osijek                | 6–1          | Levadia Tallinn       | 5–1 | 1–0    |
| Olimpija Ljubljana    | 4–1          | Polissya Zhytomyr     | 2–0 | 2–1    |
| AEK Atenas            | 8–3          | Inter Club d'Escaldes | 4–3 | 4–0    |
| KuPS                  | 0–2          | Tromsø                | 0–1 | 0–1    |
| Valur Reykjavík       | 1–4          | St. Mirren            | 0–0 | 1–4    |
| Sumgayit              | 1–2          | Fehérvár              | 1–2 | 0–0    |
| Ilves                 | 5–5 (5:4 p.) | Austria Viena         | 2–1 | 3–4    |
| CSKA 1948 Sofia       | 2–1 (t. s.)  | Budućnost             | 1–0 | 1–1    |
| Zira                  | 6–1          | DAC Dunajská Streda   | 4–0 | 2–1    |
| Maribor               | 4–3          | Universitatea Craiova | 2–0 | 2–3    |
| St Patrick's Athletic | 5–3          | Vaduz                 | 3–1 | 2–2    |
| Bruno's Magpies       | 1–8          | Copenhague            | 0–3 | 1–5    |
| İstanbul Başakşehir   | 10–1         | La Fiorita            | 6–1 | 4–0    |
| Legia de Varsovia     | 11–0         | Caernarfon Town       | 6–0 | 5–0    |
| Dnipro-1              | 0–6          | Puskás Akadémia       | 0–3 | 0–3    |
| Žalgiris              | 2–4 (t. s.)  | Pafos                 | 2–1 | 0–3    |
| Djurgårdens           | 3–1          | Progrès Niedercorn    | 3–0 | 0–1    |
| Gent                  | 7–1          | Víkingur Gøta         | 4–1 | 3–0    |
| F91 Dudelange         | 3–12         | Häcken                | 2–6 | 1–6    |
| Hapoel Be'er Sheva    | 2–1          | Cherno More Varna     | 0–0 | 2–1    |
| Hajduk Split          | 2–0          | HB Tórshavn           | 2–0 | 0–0    |
| Zrinjski Mostar       | 3–2          | Bravo                 | 0–1 | 3–1    |
| Riga                  | 2–3          | Śląsk Wrocław         | 1–0 | 1–3    |
| Floriana              | 0–5          | Vitória Guimarães     | 0–1 | 0–4    |
| Stjarnan              | 2–5          | Paide Linnameeskond   | 2–1 | 0–4    |
| Cliftonville          | 1–4          | Auda                  | 1–2 | 0–2    |
| St. Gallen            | 5–1          | Tobol                 | 4–1 | 1–0    |
| Mladá Boleslav        | 3–0          | Transinvest           | 2–0 | 1–0    |
| Noah                  | 7–0          | Sliema Wanderers      | 7–0 | 0–0    |
| Baník Ostrava         | 7–1          | Urartu                | 5–1 | 2–0    |
| Zürich                | 3–0          | Shelbourne            | 3–0 | 0–0    |
| Brøndby               | 8–2          | Llapi                 | 6–0 | 2–2    |
| Cluj                  | 5–0          | Neman Grodno          | 0–0 | 5–0    |
| Zimbru Chișinău       | 1–6          | Ararat-Armenia        | 0–3 | 1–3    |
| Radnički 1923         | 2–2 (3:4 p.) | Mornar                | 1–0 | 1–2    |
| Sarajevo              | 0–3          | Spartak Trnava        | 0–0 | 0–3    |
| Maccabi Haifa         | 6–6 (2:3 p.) | Sabah                 | 0–3 | 6–3    |
| Paksi                 | 5–0          | AEK Larnaca           | 3–0 | 2–0    |
| Iberia 1999           | 2–0          | Partizani             | 2–0 | 0–0    |
| Milsami Orhei         | 1–2          | Astaná                | 1–1 | 0–1    |

### Tercera ronda clasificatoria
Un total de 60 equipos participaron en la tercera ronda de clasificación.
| Equipo 1           | Agr.         | Equipo 2     | Ida | Vuelta |
| ------------------ | ------------ | ------------ | --- | ------ |
| Víkingur Reykjavík | 3–2          | Flora Tallin | 1–1 | 2–1    |
| Ordabasy           | 0–2          | Pyunik       | 0–1 | 0–1    |
| Ballkani           | 1–1 (1:4 p.) | Larne        | 0–1 | 1–0    |
| HJK                | 2–2 (4:3 p.) | Dečić        | 1–0 | 1–2    |

| Equipo 1              | Agr.           | Equipo 2            | Ida | Vuelta |
| --------------------- | -------------- | ------------------- | --- | ------ |
| Mladá Boleslav        | 5–3            | Hapoel Be'er Sheva  | 1–1 | 4–2    |
| Kilmarnock            | 3–2            | Tromsø              | 2–2 | 1–0    |
| Ararat-Armenia        | 3–4            | Puskás Akadémia     | 0–1 | 3–3    |
| Zürich                | 0–5            | Vitória Guimarães   | 0–3 | 0–2    |
| Paksi                 | 5–2            | Mornar              | 3–0 | 2–2    |
| Häcken                | 7–2            | Paide Linnameeskond | 6–1 | 1–1    |
| Maribor               | 2–2 (4:2 p.)   | Vojvodina           | 2–1 | 0–1    |
| Spartak Trnava        | 4–4 (11:12 p.) | Wisła Cracovia      | 3–1 | 1–3    |
| St Patrick's Athletic | 2–0            | Sabah               | 1–0 | 1–0    |
| St. Mirren            | 2–4            | Brann               | 1–1 | 1–3    |
| CSKA 1948 Sofia       | 2–5            | Pafos               | 2–1 | 0–4    |
| Ilves                 | 2–4            | Djurgårdens         | 1–1 | 1–3    |
| Corvinul Hunedoara    | 2–8            | Astaná              | 1–2 | 1–6    |
| Ružomberok            | 1–0            | Hajduk Split        | 0–0 | 1–0    |
| Noah                  | 3–2            | AEK Atenas          | 3–1 | 0–1    |
| Auda                  | 2–3            | Drita               | 1–0 | 1–3    |
| Iberia 1999           | 0–3            | İstanbul Başakşehir | 0–1 | 0–2    |
| Brøndby               | 3–4            | Legia de Varsovia   | 2–3 | 1–1    |
| Maccabi Petah Tikva   | 0–2            | Cluj                | 0–1 | 0–1    |
| Silkeborg             | 4–5            | Gent                | 2–2 | 2–3    |
| Osijek                | 3–3 (1:2 p.)   | Zira                | 1–1 | 2–2    |
| St. Gallen            | 4–3            | Śląsk Wrocław       | 2–0 | 2–3    |
| Botev Plovdiv         | 2–3            | Zrinjski Mostar     | 2–1 | 0–2    |
| Omonia Nicosia        | 3–0            | Fehérvár            | 1–0 | 2–0    |
| Copenhague            | 1–1 (2:1 p.)   | Baník Ostrava       | 1–0 | 0–1    |
| Olimpija Ljubljana    | 4–0            | Sheriff Tiraspol    | 3–0 | 1–0    |

### Cuarta ronda clasificatoria
Un total de 48 equipos participaron en la cuarta ronda de clasificación.
| Equipo 1           | Agr. | Equipo 2        | Ida | Vuelta |
| ------------------ | ---- | --------------- | --- | ------ |
| Lincoln Red Imps   | 3–4  | Larne           | 2–1 | 1–3    |
| Pyunik             | 2–4  | Celje           | 1–0 | 1–4    |
| Víkingur Reykjavík | 5–0  | UE Santa Coloma | 5–0 | 0–0    |
| Panevėžys          | 0–3  | The New Saints  | 0–3 | 0–0    |
| KÍ Klaksvik        | 3–4  | HJK             | 2–2 | 1–2    |

| Equipo 1              | Agr.         | Equipo 2            | Ida | Vuelta |
| --------------------- | ------------ | ------------------- | --- | ------ |
| Omonia Nicosia        | 6–1          | Zira                | 6–0 | 0–1    |
| Vitória Guimarães     | 7–0          | Zrinjski Mostar     | 3–0 | 4–0    |
| Djurgårdens           | 2–0          | Maribor             | 1–0 | 1–0    |
| St. Gallen            | 1–1 (5–4 p.) | Trabzonspor         | 0–0 | 1–1    |
| Brann                 | 2–3          | Astaná              | 2–0 | 0–3    |
| Wisła Cracovia        | 5–7          | Círculo de Brujas   | 1–6 | 4–1    |
| Racing Lens           | 2–3          | Panathinaikos       | 2–1 | 0–2    |
| Legia de Varsovia     | 3–0          | Drita               | 2–0 | 1–0    |
| Mladá Boleslav        | 5–2          | Paksi               | 2–2 | 3–0    |
| Häcken                | 3–5          | Heidenheim          | 1–2 | 2–3    |
| Rijeka                | 1–6          | Olimpija Ljubljana  | 1–1 | 0–5    |
| St Patrick's Athletic | 0–2          | İstanbul Başakşehir | 0–0 | 0–2    |
| Copenhague            | 3–1          | Kilmarnock          | 2–0 | 1–1    |
| Fiorentina            | 4–4 (5–4 p.) | Puskás Akadémia     | 3–3 | 1–1    |
| Chelsea               | 3–2          | Servette            | 2–0 | 1–2    |
| CFR Cluj              | 1–3          | Pafos               | 1–0 | 0–3    |
| Partizán              | 0–2          | Gante               | 0–1 | 0–1    |
| Kryvbas Kryvyi Rih    | 0–5          | Real Betis          | 0–2 | 0–3    |
| Noah                  | 4–3          | Ružomberok          | 3–0 | 1–3    |

## Fase de Liga
La posición de los equipos y su distribución en los distintos bombos queda determinada únicamente por el coeficiente UEFA. Cada equipo participante en esta fase se enfrentará a seis equipos distintos, pertenecientes a uno de ellos en cada bombo, y disputa la mitad de esos partidos como local y la otra mitad como visitante.
| Bombo 1 | Bombo 2 | Bombo 3 |
| --- | --- | --- |
| Chelsea CC: 96.000 Copenhague CC: 51.500 Gante CC: 45.000 Fiorentina CC: 42.000 LASK CC: 37.000 Real Betis CC: 33.000 | İstanbul Başakşehir CC: 29.000 Molde CC: 28.500 Legia de Varsovia CC: 18.000 Heidenheim CC: 17.324 Djurgårdens CC: 16.500 APOEL CC: 14.500 | Rapid Viena CC: 14.000 Omonia Nicosia CC: 12.000 HJK Helsinki CC: 11.500 Vitória Guimarães CC: 11.263 Astaná CC: 11.000 Olimpija Ljubljana CC: 10.500 |

| Bombo 4 | Bombo 5 | Bombo 6 |
| --- | --- | --- |
| Círculo de Brujas CC: 9.760 Shamrock Rovers CC: 9.500 The New Saints CC: 8.500 Lugano CC: 8.000 Heart of Midlothian CC: 7.210 Mladá Boleslav CC: 7.210 | Petrocub Hîncești CC: 7.000 St. Gallen CC: 6.595 Panathinaikos CC: 6.305 TSC CC: 5.555 Borac Banja Luka CC: 5.500 Jagiellonia Białystok CC: 5.075 | Celje CC: 4.500 Larne CC: 4.500 Dinamo Minsk CC: 4.500 Pafos CC: 4.420 Víkingur Reykjavík CC: 4.000 Noah CC: 2.125 |

### Clasificación
| Pos. | Equipo                | Pts. | PJ | G | E | P | GF | GC | Dif. | Clasificación                                          |
| ---- | --------------------- | ---- | -- | - | - | - | -- | -- | ---- | ------------------------------------------------------ |
| 1    | Chelsea               | 18   | 6  | 6 | 0 | 0 | 26 | 5  | +21  | Clasificado a los octavos de final                     |
| 2    | Vitória Guimarães     | 14   | 6  | 4 | 2 | 0 | 13 | 6  | +7   | Clasificado a los octavos de final                     |
| 3    | Fiorentina            | 13   | 6  | 4 | 1 | 1 | 18 | 7  | +11  | Clasificado a los octavos de final                     |
| 4    | Rapid Viena           | 13   | 6  | 4 | 1 | 1 | 11 | 5  | +6   | Clasificado a los octavos de final                     |
| 5    | Djurgårdens           | 13   | 6  | 4 | 1 | 1 | 11 | 7  | +4   | Clasificado a los octavos de final                     |
| 6    | Lugano                | 13   | 6  | 4 | 1 | 1 | 11 | 7  | +4   | Clasificado a los octavos de final                     |
| 7    | Legia de Varsovia     | 12   | 6  | 4 | 0 | 2 | 13 | 5  | +8   | Clasificado a los octavos de final                     |
| 8    | Círculo de Brujas     | 11   | 6  | 3 | 2 | 1 | 14 | 7  | +7   | Clasificado a los octavos de final                     |
| 9    | Jagiellonia Białystok | 11   | 6  | 3 | 2 | 1 | 10 | 5  | +5   | Clasificado a la ronda preliminar (cabeza de serie)    |
| 10   | Shamrock Rovers       | 11   | 6  | 3 | 2 | 1 | 12 | 9  | +3   | Clasificado a la ronda preliminar (cabeza de serie)    |
| 11   | APOEL Nicosia         | 11   | 6  | 3 | 2 | 1 | 8  | 5  | +3   | Clasificado a la ronda preliminar (cabeza de serie)    |
| 12   | Pafos                 | 10   | 6  | 3 | 1 | 2 | 11 | 7  | +4   | Clasificado a la ronda preliminar (cabeza de serie)    |
| 13   | Panathinaikos         | 10   | 6  | 3 | 1 | 2 | 10 | 7  | +3   | Clasificado a la ronda preliminar (cabeza de serie)    |
| 14   | Olimpija Ljubljana    | 10   | 6  | 3 | 1 | 2 | 7  | 6  | +1   | Clasificado a la ronda preliminar (cabeza de serie)    |
| 15   | Real Betis            | 10   | 6  | 3 | 1 | 2 | 6  | 5  | +1   | Clasificado a la ronda preliminar (cabeza de serie)    |
| 16   | Heidenheim            | 10   | 6  | 3 | 1 | 2 | 7  | 7  | 0    | Clasificado a la ronda preliminar (cabeza de serie)    |
| 17   | Gent                  | 9    | 6  | 3 | 0 | 3 | 8  | 8  | 0    | Clasificado a la ronda preliminar (no cabeza de serie) |
| 18   | Copenhague            | 8    | 6  | 2 | 2 | 2 | 8  | 9  | −1   | Clasificado a la ronda preliminar (no cabeza de serie) |
| 19   | Víkingur Reykjavík    | 8    | 6  | 2 | 2 | 2 | 7  | 8  | −1   | Clasificado a la ronda preliminar (no cabeza de serie) |
| 20   | Borac Banja Luka      | 8    | 6  | 2 | 2 | 2 | 4  | 7  | −3   | Clasificado a la ronda preliminar (no cabeza de serie) |
| 21   | Celje                 | 7    | 6  | 2 | 1 | 3 | 13 | 13 | 0    | Clasificado a la ronda preliminar (no cabeza de serie) |
| 22   | Omonia Nicosia        | 7    | 6  | 2 | 1 | 3 | 7  | 7  | 0    | Clasificado a la ronda preliminar (no cabeza de serie) |
| 23   | Molde                 | 7    | 6  | 2 | 1 | 3 | 10 | 11 | −1   | Clasificado a la ronda preliminar (no cabeza de serie) |
| 24   | TSC                   | 7    | 6  | 2 | 1 | 3 | 10 | 13 | −3   | Clasificado a la ronda preliminar (no cabeza de serie) |
| 25   | Heart of Midlothian   | 7    | 6  | 2 | 1 | 3 | 6  | 9  | −3   | Eliminados de la competición                           |
| 26   | İstanbul Başakşehir   | 6    | 6  | 1 | 3 | 2 | 9  | 12 | −3   | Eliminados de la competición                           |
| 27   | Mladá Boleslav        | 6    | 6  | 2 | 0 | 4 | 7  | 10 | −3   | Eliminados de la competición                           |
| 28   | Astaná                | 5    | 6  | 1 | 2 | 3 | 4  | 8  | −4   | Eliminados de la competición                           |
| 29   | St. Gallen            | 5    | 6  | 1 | 2 | 3 | 10 | 18 | −8   | Eliminados de la competición                           |
| 30   | HJK                   | 4    | 6  | 1 | 1 | 4 | 3  | 9  | −6   | Eliminados de la competición                           |
| 31   | Noah                  | 4    | 6  | 1 | 1 | 4 | 6  | 16 | −10  | Eliminados de la competición                           |
| 32   | The New Saints        | 3    | 6  | 1 | 0 | 5 | 5  | 10 | −5   | Eliminados de la competición                           |
| 33   | Dinamo Minsk          | 3    | 6  | 1 | 0 | 5 | 4  | 13 | −9   | Eliminados de la competición                           |
| 34   | Larne                 | 3    | 6  | 1 | 0 | 5 | 3  | 12 | −9   | Eliminados de la competición                           |
| 35   | LASK                  | 3    | 6  | 0 | 3 | 3 | 4  | 14 | −10  | Eliminados de la competición                           |
| 36   | Petrocub Hîncești     | 2    | 6  | 0 | 2 | 4 | 4  | 13 | −9   | Eliminados de la competición                           |

Actualizado a los partidos jugados el 19 de diciembre de 2024.
 Fuente: UEFA Conference League
Criterios de clasificación: Puntos · Diferencia de goles · Goles a favor · Goles a favor como visitante · Victorias · Victorias como visitante · Puntos en enfrentamientos directos · Diferencia de goles en enfrentamientos directos · Goles a favor en enfrentamientos directos · Fair Play · Coeficiente de clubes
Notas:
1. 1 2  Goles a favor como visitante: Djurgardens 5; Lugano 4

### Resultados
| Jornada 1           | Jornada 1 | Jornada 1             | Jornada 1                   | Jornada 1    | Jornada 1 | Jornada 1    |
| Local               | Resultado | Visitante             | Estadio                     | Fecha        | Hora      | Espectadores |
| ------------------- | --------- | --------------------- | --------------------------- | ------------ | --------- | ------------ |
| İstanbul Başakşehir | 1 – 2     | Rapid Viena           | Başakşehir Arena            | 2 de octubre | 16:30     | 7 622        |
| Vitória Guimarães   | 3 – 1     | Celje                 | Dom Afonso Henriques        | 2 de octubre | 16:30     | 10 263       |
| Astaná              | 1 – 0     | TSC                   | Central                     | 3 de octubre | 18:45     | 6 576        |
| Círculo de Brujas   | 6 – 2     | St. Gallen            | Jan Breydel                 | 3 de octubre | 18:45     | 5 195        |
| Dinamo Minsk        | 1 – 2     | Heart of Midlothian   | Sumgayit City Stadium       | 3 de octubre | 18:45     | 0            |
| Heidenheim          | 2 – 1     | Olimpija Ljubljana    | Voith-Arena                 | 3 de octubre | 18:45     | 12 887       |
| Legia de Varsovia   | 1 – 0     | Real Betis            | Ejército Polaco             | 3 de octubre | 18:45     | 25 385       |
| Molde               | 3 – 0     | Larne                 | Aker Stadion                | 3 de octubre | 18:45     | 3 400        |
| Noah                | 2 – 0     | Mladá Boleslav        | Republicano Vazgen Sargsyan | 3 de octubre | 18:45     | 8 000        |
| Omonia Nicosia      | 4 – 0     | Víkingur Reykjavík    | GSP                         | 3 de octubre | 18:45     | 11 153       |
| Borac Banja Luka    | 1 – 1     | Panathinaikos         | Bania Luka                  | 3 de octubre | 21:00     | 4 208        |
| Chelsea             | 4 – 2     | Gante                 | Stamford Bridge             | 3 de octubre | 21:00     | 38 546       |
| Copenhague          | 1 – 2     | Jagiellonia Białystok | Telia Parken                | 3 de octubre | 21:00     | 22 393       |
| Fiorentina          | 2 – 0     | The New Saints        | Artemio Franchi             | 3 de octubre | 21:00     | 10 751       |
| LASK                | 2 – 2     | Djurgårdens           | Raiffeisen Arena            | 3 de octubre | 21:00     | 8 500        |
| Lugano              | 3 – 0     | HJK Helsinki          | Stockhorn Arena             | 3 de octubre | 21:00     | 932          |
| Petrocub Hîncești   | 1 – 4     | Pafos                 | Zimbru                      | 3 de octubre | 21:00     | 3 148        |
| Shamrock Rovers     | 1 – 1     | APOEL                 | Tallaght                    | 3 de octubre | 21:00     | 7 111        |

| Jornada 2             | Jornada 2 | Jornada 2           | Jornada 2              | Jornada 2     | Jornada 2 | Jornada 2    |
| Local                 | Resultado | Visitante           | Estadio                | Fecha         | Hora      | Espectadores |
| --------------------- | --------- | ------------------- | ---------------------- | ------------- | --------- | ------------ |
| Víkingur Reykjavík    | 3 – 1     | Círculo de Brujas   | Kópavogsvöllur         | 24 de octubre | 16:30     | 1 200        |
| APOEL                 | 0 – 1     | Borac Banja Luka    | GSP                    | 24 de octubre | 18:45     | 9 173        |
| Celje                 | 5 – 1     | İstanbul Başakşehir | Z'dežele               | 24 de octubre | 18:45     | 2 175        |
| Djurgårdens           | 1 – 2     | Vitória Guimarães   | Tele2 Arena            | 24 de octubre | 18:45     | 12 666       |
| Gante                 | 2 – 1     | Molde               | Ghelamco Arena         | 24 de octubre | 18:45     | 8 027        |
| Heart of Midlothian   | 2 – 0     | Omonia Nicosia      | Tynecastle Park        | 24 de octubre | 18:45     | 17 178       |
| Jagiellonia Białystok | 2 – 0     | Petrocub Hîncești   | Municipal de Białystok | 24 de octubre | 18:45     | 14 021       |
| Larne                 | 1 – 4     | Shamrock Rovers     | Windsor Park           | 24 de octubre | 18:45     | 5 439        |
| Panathinaikos         | 1 – 4     | Chelsea             | Olímpico de Atenas     | 24 de octubre | 18:45     | 59 742       |
| Rapid Viena           | 1 – 0     | Noah                | Allianz Stadion        | 24 de octubre | 18:45     | 18 600       |
| St. Gallen            | 2 – 4     | Fiorentina          | Kybunpark              | 24 de octubre | 18:45     | 16 747       |
| HJK Helsinki          | 1 – 0     | Dinamo Minsk        | Bolt Arena             | 24 de octubre | 21:00     | 4 211        |
| Mladá Boleslav        | 0 – 1     | Lugano              | Lokotrans Aréna        | 24 de octubre | 21:00     | 2 836        |
| Olimpija Ljubljana    | 2 – 0     | LASK                | Stožice                | 24 de octubre | 21:00     | 6 558        |
| Pafos                 | 0 – 1     | Heidenheim          | Alphamega Stadium      | 24 de octubre | 21:00     | 2 511        |
| Real Betis            | 1 – 1     | Copenhague          | Benito Villamarín      | 24 de octubre | 21:00     | 45 702       |
| The New Saints        | 2 – 0     | Astaná              | New Meadow             | 24 de octubre | 21:00     | 2 202        |
| TSC                   | 0 – 3     | Legia de Varsovia   | TSC Arena              | 24 de octubre | 21:00     | 3 090        |

| Jornada 3             | Jornada 3 | Jornada 3           | Jornada 3              | Jornada 3      | Jornada 3 | Jornada 3    |
| Local                 | Resultado | Visitante           | Estadio                | Fecha          | Hora      | Espectadores |
| --------------------- | --------- | ------------------- | ---------------------- | -------------- | --------- | ------------ |
| Víkingur Reykjavík    | 2 – 0     | Borac Banja Luka    | Kópavogsvöllur         | 7 de noviembre | 15:30     | 902          |
| Gante                 | 1 – 0     | Omonia Nicosia      | Ghelamco Arena         | 7 de noviembre | 18:45     | 8 584        |
| HJK Helsinki          | 0 – 2     | Olimpija Ljubljana  | Bolt Arena             | 7 de noviembre | 18:45     | 6 394        |
| Legia de Varsovia     | 4 – 0     | Dinamo Minsk        | Ejército Polaco        | 7 de noviembre | 18:45     | 22 723       |
| Pafos                 | 1 – 0     | Astaná              | Alphamega Stadium      | 7 de noviembre | 18:45     | 3 062        |
| Petrocub Hîncești     | 0 – 3     | Rapid Viena         | Zimbru                 | 7 de noviembre | 18:45     | 3 879        |
| Shamrock Rovers       | 2 – 1     | The New Saints      | Tallaght               | 7 de noviembre | 18:45     | 6 108        |
| TSC                   | 4 – 1     | Lugano              | TSC Arena              | 7 de noviembre | 18:45     | 1 984        |
| APOEL                 | 2 – 1     | Fiorentina          | GSP                    | 7 de noviembre | 21:00     | 9 300        |
| Chelsea               | 8 – 0     | Noah                | Stamford Bridge        | 7 de noviembre | 21:00     | 38 305       |
| Copenhague            | 2 – 2     | İstanbul Başakşehir | Telia Parken           | 7 de noviembre | 21:00     | 23 070       |
| Djurgårdens           | 2 – 1     | Panathinaikos       | Tele2 Arena            | 7 de noviembre | 21:00     | 17 376       |
| Heart of Midlothian   | 0 – 2     | Heidenheim          | Tynecastle Park        | 7 de noviembre | 21:00     | 17 692       |
| Jagiellonia Białystok | 3 – 0     | Molde               | Municipal de Białystok | 7 de noviembre | 21:00     | 12 478       |
| Larne                 | 1 – 2     | St. Gallen          | Windsor Park           | 7 de noviembre | 21:00     | 4 448        |
| LASK                  | 0 – 0     | Círculo de Brujas   | Raiffeisen Arena       | 7 de noviembre | 21:00     | 8 500        |
| Real Betis            | 2 – 1     | Celje               | Benito Villamarín      | 7 de noviembre | 21:00     | 37 618       |
| Vitória Guimarães     | 2 – 1     | Mladá Boleslav      | Dom Afonso Henriques   | 7 de noviembre | 21:00     | 12 941       |

| Jornada 4           | Jornada 4 | Jornada 4             | Jornada 4                   | Jornada 4       | Jornada 4 | Jornada 4    |
| Local               | Resultado | Visitante             | Estadio                     | Fecha           | Hora      | Espectadores |
| ------------------- | --------- | --------------------- | --------------------------- | --------------- | --------- | ------------ |
| İstanbul Başakşehir | 1 – 1     | Petrocub Hîncești     | Başakşehir Arena            | 27 de noviembre | 16:30     | 4 350        |
| Astaná              | 1 – 1     | Vitória Guimarães     | Central                     | 28 de noviembre | 16:30     | 3 562        |
| Borac Banja Luka    | 2 – 1     | LASK                  | Bania Luka                  | 28 de noviembre | 18:45     | 7 238        |
| Celje               | 3 – 3     | Jagiellonia Białystok | Z'dežele                    | 28 de noviembre | 18:45     | 3 520        |
| Círculo de Brujas   | 2 – 0     | Heart of Midlothian   | Jan Breydel                 | 28 de noviembre | 18:45     | 7 722        |
| Dinamo Minsk        | 1 – 2     | Copenhague            | Sumgayit City Stadium       | 28 de noviembre | 18:45     | 0            |
| Heidenheim          | 0 – 2     | Chelsea               | Voith-Arena                 | 28 de noviembre | 18:45     | 15 000       |
| Molde               | 0 – 1     | APOEL                 | Aker Stadion                | 28 de noviembre | 18:45     | 2 916        |
| Noah                | 0 – 0     | Víkingur Reykjavík    | Republicano Vazgen Sargsyan | 28 de noviembre | 18:45     | 5 000        |
| Panathinaikos       | 1 – 0     | HJK Helsinki          | Olímpico de Atenas          | 28 de noviembre | 18:45     | 18 822       |
| St. Gallen          | 2 – 2     | TSC                   | Kybunpark                   | 28 de noviembre | 18:45     | 15 200       |
| The New Saints      | 0 – 1     | Djurgårdens           | New Meadow                  | 28 de noviembre | 18:45     | 3 568        |
| Fiorentina          | 3 – 2     | Pafos                 | Artemio Franchi             | 28 de noviembre | 21:00     | 11 145       |
| Lugano              | 2 – 0     | Gante                 | Stockhorn Arena             | 28 de noviembre | 21:00     | 2 672        |
| Mladá Boleslav      | 2 – 1     | Real Betis            | Lokotrans Aréna             | 28 de noviembre | 21:00     | 3 960        |
| Olimpija Ljubljana  | 1 – 0     | Larne                 | Stožice                     | 28 de noviembre | 21:00     | 4 954        |
| Omonia Nicosia      | 0 – 3     | Legia de Varsovia     | GSP                         | 28 de noviembre | 21:00     | 8 009        |
| Rapid Viena         | 1 – 1     | Shamrock Rovers       | Allianz Stadion             | 28 de noviembre | 21:00     | 20 700       |

| Jornada 5           | Jornada 5 | Jornada 5             | Jornada 5                   | Jornada 5       | Jornada 5 | Jornada 5    |
| Local               | Resultado | Visitante             | Estadio                     | Fecha           | Hora      | Espectadores |
| ------------------- | --------- | --------------------- | --------------------------- | --------------- | --------- | ------------ |
| Víkingur Reykjavík  | 1 – 2     | Djurgårdens           | Kópavogsvöllur              | 12 de diciembre | 14:00     | 1 450        |
| Astaná              | 1 – 3     | Chelsea               | Central                     | 12 de diciembre | 16:30     | 20 982       |
| Copenhague          | 2 – 0     | Heart of Midlothian   | Telia Parken                | 12 de diciembre | 18:45     | 24 207       |
| Dinamo Minsk        | 2 – 0     | Larne                 | Sumgayit City Stadium       | 12 de diciembre | 18:45     | 0            |
| Fiorentina          | 7 – 0     | LASK                  | Artemio Franchi             | 12 de diciembre | 18:45     | 9 211        |
| HJK Helsinki        | 2 – 2     | Molde                 | Bolt Arena                  | 12 de diciembre | 18:45     | 4 454        |
| İstanbul Başakşehir | 3 – 1     | Heidenheim            | Başakşehir Arena            | 12 de diciembre | 18:45     | 4 769        |
| Legia de Varsovia   | 1 – 2     | Lugano                | Ejército Polaco             | 12 de diciembre | 18:45     | 21 767       |
| Noah                | 1 – 3     | APOEL                 | Republicano Vazgen Sargsyan | 12 de diciembre | 18:45     | 7 500        |
| Olimpija Ljubljana  | 1 – 4     | Círculo de Brujas     | Stožice                     | 12 de diciembre | 18:45     | 5 646        |
| Petrocub Hîncești   | 0 – 1     | Real Betis            | Zimbru                      | 12 de diciembre | 18:45     | 5 354        |
| Gante               | 3 – 0     | TSC                   | Ghelamco Arena              | 12 de diciembre | 21:00     | 5 423        |
| Mladá Boleslav      | 1 – 0     | Jagiellonia Białystok | Lokotrans Aréna             | 12 de diciembre | 21:00     | 3 316        |
| Omonia Nicosia      | 3 – 1     | Rapid Viena           | GSP                         | 12 de diciembre | 21:00     | 7 801        |
| Pafos               | 2 – 0     | Celje                 | Alphamega Stadium           | 12 de diciembre | 21:00     | 2 051        |
| Shamrock Rovers     | 3 – 0     | Borac Banja Luka      | Tallaght                    | 12 de diciembre | 21:00     | 7 442        |
| St. Gallen          | 1 – 4     | Vitória Guimarães     | Kybunpark                   | 12 de diciembre | 21:00     | 16 249       |
| The New Saints      | 0 – 2     | Panathinaikos         | New Meadow                  | 12 de diciembre | 21:00     | 5 716        |

| Jornada 6             | Jornada 6 | Jornada 6           | Jornada 6              | Jornada 6       | Jornada 6 | Jornada 6    |
| Local                 | Resultado | Visitante           | Estadio                | Fecha           | Hora      | Espectadores |
| --------------------- | --------- | ------------------- | ---------------------- | --------------- | --------- | ------------ |
| APOEL                 | 1 – 1     | Astaná              | GSP                    | 19 de diciembre | 21:00     | 11 181       |
| Borac Banja Luka      | 0 – 0     | Omonia Nicosia      | Bania Luka             | 19 de diciembre | 21:00     | 5 034        |
| Celje                 | 3 – 2     | The New Saints      | Z'dežele               | 19 de diciembre | 21:00     | 2 640        |
| Chelsea               | 5 – 1     | Shamrock Rovers     | Stamford Bridge        | 19 de diciembre | 21:00     | 38 467       |
| Círculo de Brujas     | 1 – 1     | İstanbul Başakşehir | Jan Breydel            | 19 de diciembre | 21:00     | 4 411        |
| Djurgårdens           | 3 – 1     | Legia de Varsovia   | Tele2 Arena            | 19 de diciembre | 21:00     | 23 270       |
| Heart of Midlothian   | 2 – 2     | Petrocub Hîncești   | Tynecastle Park        | 19 de diciembre | 21:00     | 17 103       |
| Heidenheim            | 1 – 1     | St. Gallen          | Voith-Arena            | 19 de diciembre | 21:00     | 12 800       |
| Jagiellonia Białystok | 0 – 0     | Olimpija Ljubljana  | Municipal de Białystok | 19 de diciembre | 21:00     | 14 329       |
| Larne                 | 1 – 0     | Gante               | Windsor Park           | 19 de diciembre | 21:00     | 2 393        |
| LASK                  | 1 – 1     | Víkingur Reykjavík  | Raiffeisen Arena       | 19 de diciembre | 21:00     | 7 900        |
| Lugano                | 2 – 2     | Pafos               | Stockhorn Arena        | 19 de diciembre | 21:00     | 1 795        |
| Molde                 | 4 – 3     | Mladá Boleslav      | Aker Stadion           | 19 de diciembre | 21:00     | 1 750        |
| Panathinaikos         | 4 – 0     | Dinamo Minsk        | Olímpico de Atenas     | 19 de diciembre | 21:00     | 19 866       |
| Rapid Viena           | 3 – 0     | Copenhague          | Allianz Stadion        | 19 de diciembre | 21:00     | 24 465       |
| Real Betis            | 1 – 0     | HJK Helsinki        | Benito Villamarín      | 19 de diciembre | 21:00     | 35 779       |
| TSC                   | 4 – 3     | Noah                | TSC Arena              | 19 de diciembre | 21:00     | 1 210        |
| Vitória Guimarães     | 1 – 1     | Fiorentina          | Dom Afonso Henriques   | 19 de diciembre | 21:00     | 16 466       |

## Fase eliminatoria
En la fase eliminatoria, los equipos juegan uno contra otro en eliminatorias a dos partidos, uno en casa y el otro como visitante. Finalmente, se suman los goles conseguidos por cada equipo. El conjunto que consiga más goles en la serie gana y avanza a la siguiente fase. Para esta novedosa fase de eliminación, no existen restricciones para equipos de la misma asociación enfrentándose entre sí y un club puede enfrentar de nuevo a otro equipo contra el que ya jugó en la Fase de liga. El mecanismo de los sorteos para cada ronda es el siguiente:
- Primero, de acuerdo con la tabla de la Fase de Liga, los 8 primeros equipos de la tabla avanzarán directamente a los octavos de final, mientras que los clubes del lugar 9 al 24 jugarán la fase preliminar a los octavos.
- Los equipos posicionados del 9° al 16° serán cabezas de serie en esta fase y cerrarán la serie jugando el partido de vuelta como locales. El sorteo se divide en cuatro secciones basado en el cuadro eliminatorio predeterminado, con los equipos cabeza de serie siendo emparejados con dos posibles rivales del 17° al 24° lugar.
- Para los octavos de final, los primeros 8 de la tabla serán cabezas de serie y jugarán el partido de vuelta de la fase en casa. Asimismo, el sorteo se divide en cuatro secciones basado en el cuadro eliminatorio predeterminado, con los equipos clasificados directamente siendo emparejados con dos posibles rivales de los ganadores en la ronda anterior.
- Para los cuartos de final y semifinales, los partidos eliminatorios ya se definirán de acuerdo al cuadro predeterminado. El sorteo se lleva a cabo con el fin de definir cuál equipo juega el primer partido en casa. Asimismo, otro sorteo definirá qué equipo ganador de una semifinal será designado como equipo "local" para la final en fines administrativos, al ser disputada en el Estadio Municipal de Breslavia de Breslavia como sede neutral.
- La UEFA dio a conocer que el gol de visitante no contará como criterio para definir la serie. Por lo tanto, si el marcador global está empatado, la serie se definirá por tiempo extra y, de preservarse el empate, por la tanda de penaltis hasta definir un ganador.

| Octavos de final  | Fase preliminar                    | Fase preliminar                        |
| Posiciones 1–8    | Posiciones 9–16 (cabezas de serie) | Posiciones 17–24 (no cabezas de serie) |
| ----------------- | ---------------------------------- | -------------------------------------- |
| Chelsea           | Jagiellonia Białystok              | Gante                                  |
| Vitória Guimarães | Shamrock Rovers                    | Copenhague                             |
| Fiorentina        | APOEL                              | Víkingur Reykjavík                     |
| Rapid Viena       | Pafos                              | Borac Banja Luka                       |
| Djurgårdens       | Panathinaikos                      | Celje                                  |
| Lugano            | Olimpija Ljubljana                 | Omonia Nicosia                         |
| Legia de Varsovia | Real Betis                         | Molde                                  |
| Círculo de Brujas | Heidenheim                         | TSC                                    |

### Eliminatorias
|  | Octavos de final                                      | Octavos de final                                      | Octavos de final                                      | Octavos de final                                      | Octavos de final                                      |   |      | Cuartos de final                                       | Cuartos de final                                       | Cuartos de final                                       | Cuartos de final                                       | Cuartos de final                                       |  |      | Semifinales                                        | Semifinales                                        | Semifinales                                        | Semifinales                                        | Semifinales                                        |  |      | Final                                   | Final                                   | Final                                   |  |
|  | 6 de marzo de 2025 (ida) 13 de marzo de 2025 (vuelta) | 6 de marzo de 2025 (ida) 13 de marzo de 2025 (vuelta) | 6 de marzo de 2025 (ida) 13 de marzo de 2025 (vuelta) | 6 de marzo de 2025 (ida) 13 de marzo de 2025 (vuelta) | 6 de marzo de 2025 (ida) 13 de marzo de 2025 (vuelta) |   |      | 10 de abril de 2025 (ida) 17 de abril de 2025 (vuelta) | 10 de abril de 2025 (ida) 17 de abril de 2025 (vuelta) | 10 de abril de 2025 (ida) 17 de abril de 2025 (vuelta) | 10 de abril de 2025 (ida) 17 de abril de 2025 (vuelta) | 10 de abril de 2025 (ida) 17 de abril de 2025 (vuelta) |  |      | 1 de mayo de 2025 (ida) 8 de mayo de 2025 (vuelta) | 1 de mayo de 2025 (ida) 8 de mayo de 2025 (vuelta) | 1 de mayo de 2025 (ida) 8 de mayo de 2025 (vuelta) | 1 de mayo de 2025 (ida) 8 de mayo de 2025 (vuelta) | 1 de mayo de 2025 (ida) 8 de mayo de 2025 (vuelta) |  |      | 28 de mayo de 2025 Municipal, Breslavia | 28 de mayo de 2025 Municipal, Breslavia | 28 de mayo de 2025 Municipal, Breslavia |  |
|  |                                                       |                                                       |                                                       |                                                       |                                                       |   |      |                                                        |                                                        |                                                        |                                                        |                                                        |  |      |                                                    |                                                    |                                                    |                                                    |                                                    |  |      |                                         |                                         |                                         |  |
|  |                                                       |                                                       |                                                       |                                                       |                                                       |   |      |                                                        |                                                        |                                                        |                                                        |                                                        |  |      |                                                    |                                                    |                                                    |                                                    |                                                    |  |      |                                         |                                         |                                         |  |
|  | 15.º                                                  | Real Betis                                            | 2                                                     | 4                                                     | 6                                                     |   |      |                                                        |                                                        |                                                        |                                                        |                                                        |  |      |                                                    |                                                    |                                                    |                                                    |                                                    |  |      |                                         |                                         |                                         |  |
|  | 15.º                                                  | Real Betis                                            | 2                                                     | 4                                                     | 6                                                     |   |      |                                                        |                                                        |                                                        |                                                        |                                                        |  |      |                                                    |                                                    |                                                    |                                                    |                                                    |  |      |                                         |                                         |                                         |  |
|  | 2.º                                                   | Vitória Guimarães                                     | 2                                                     | 0                                                     | 2                                                     |   |      |                                                        |                                                        |                                                        |                                                        |                                                        |  |      |                                                    |                                                    |                                                    |                                                    |                                                    |  |      |                                         |                                         |                                         |  |
|  | 2.º                                                   | Vitória Guimarães                                     | 2                                                     | 0                                                     | 2                                                     |   | 15.º | Real Betis                                             | 2                                                      | 1                                                      | 3                                                      |                                                        |  |      |                                                    |                                                    |                                                    |                                                    |                                                    |  |      |                                         |                                         |                                         |  |
|  |                                                       |                                                       |                                                       |                                                       |                                                       |   | 15.º | Real Betis                                             | 2                                                      | 1                                                      | 3                                                      |                                                        |  |      |                                                    |                                                    |                                                    |                                                    |                                                    |  |      |                                         |                                         |                                         |  |
|  |                                                       |                                                       | 9.º                                                   | Jagiellonia Białystok                                 | 0                                                     | 1 | 1    |                                                        |                                                        |                                                        |                                                        |                                                        |  |      |                                                    |                                                    |                                                    |                                                    |                                                    |  |      |                                         |                                         |                                         |  |
|  | 9.º                                                   | Jagiellonia Białystok                                 | 9.º                                                   | Jagiellonia Białystok                                 | 0                                                     | 1 | 1    | 3                                                      | 0                                                      | 3                                                      |                                                        |                                                        |  |      |                                                    |                                                    |                                                    |                                                    |                                                    |  |      |                                         |                                         |                                         |  |
|  | 9.º                                                   | Jagiellonia Białystok                                 |                                                       |                                                       |                                                       |   |      |                                                        |                                                        | 3                                                      |                                                        |                                                        |  |      |                                                    |                                                    |                                                    |                                                    |                                                    |  |      |                                         |                                         |                                         |  |
|  | 8.º                                                   | Círculo de Brujas                                     | 0                                                     | 2                                                     | 2                                                     |   |      |                                                        |                                                        |                                                        |                                                        |                                                        |  |      |                                                    |                                                    |                                                    |                                                    |                                                    |  |      |                                         |                                         |                                         |  |
|  | 8.º                                                   | Círculo de Brujas                                     | 0                                                     | 2                                                     | 2                                                     |   |      |                                                        |                                                        |                                                        |                                                        |                                                        |  | 15.° | Real Betis (t. s.)                                 | 2                                                  | 2                                                  | 4                                                  |                                                    |  |      |                                         |                                         |                                         |  |
|  |                                                       |                                                       |                                                       |                                                       |                                                       |   |      |                                                        |                                                        |                                                        |                                                        |                                                        |  | 15.° | Real Betis (t. s.)                                 | 2                                                  | 2                                                  | 4                                                  |                                                    |  |      |                                         |                                         |                                         |  |
|  |                                                       |                                                       | 3.º                                                   | Fiorentina                                            | 1                                                     | 2 | 3    |                                                        |                                                        |                                                        |                                                        |                                                        |  |      |                                                    |                                                    |                                                    |                                                    |                                                    |  |      |                                         |                                         |                                         |  |
|  | 21.º                                                  | Celje (p.)                                            | 3.º                                                   | Fiorentina                                            | 1                                                     | 2 | 3    | 1                                                      | 4                                                      | 5 (3)                                                  |                                                        |                                                        |  |      |                                                    |                                                    |                                                    |                                                    |                                                    |  |      |                                         |                                         |                                         |  |
|  | 21.º                                                  | Celje (p.)                                            |                                                       |                                                       |                                                       |   |      |                                                        |                                                        | 5 (3)                                                  |                                                        |                                                        |  |      |                                                    |                                                    |                                                    |                                                    |                                                    |  |      |                                         |                                         |                                         |  |
|  | 6.º                                                   | Lugano                                                | 0                                                     | 5                                                     | 5 (1)                                                 |   |      |                                                        |                                                        |                                                        |                                                        |                                                        |  |      |                                                    |                                                    |                                                    |                                                    |                                                    |  |      |                                         |                                         |                                         |  |
|  | 6.º                                                   | Lugano                                                | 0                                                     | 5                                                     | 5 (1)                                                 |   | 21.° | Celje                                                  | 1                                                      | 2                                                      | 3                                                      |                                                        |  |      |                                                    |                                                    |                                                    |                                                    |                                                    |  |      |                                         |                                         |                                         |  |
|  |                                                       |                                                       |                                                       |                                                       |                                                       |   | 21.° | Celje                                                  | 1                                                      | 2                                                      | 3                                                      |                                                        |  |      |                                                    |                                                    |                                                    |                                                    |                                                    |  |      |                                         |                                         |                                         |  |
|  |                                                       |                                                       | 3.º                                                   | Fiorentina                                            | 2                                                     | 2 | 4    |                                                        |                                                        |                                                        |                                                        |                                                        |  |      |                                                    |                                                    |                                                    |                                                    |                                                    |  |      |                                         |                                         |                                         |  |
|  | 13.º                                                  | Panathinaikos                                         | 3.º                                                   | Fiorentina                                            | 2                                                     | 2 | 4    | 3                                                      | 1                                                      | 4                                                      |                                                        |                                                        |  |      |                                                    |                                                    |                                                    |                                                    |                                                    |  |      |                                         |                                         |                                         |  |
|  | 13.º                                                  | Panathinaikos                                         |                                                       |                                                       |                                                       |   |      |                                                        |                                                        | 4                                                      |                                                        |                                                        |  |      |                                                    |                                                    |                                                    |                                                    |                                                    |  |      |                                         |                                         |                                         |  |
|  | 3.º                                                   | Fiorentina                                            | 2                                                     | 3                                                     | 5                                                     |   |      |                                                        |                                                        |                                                        |                                                        |                                                        |  |      |                                                    |                                                    |                                                    |                                                    |                                                    |  |      |                                         |                                         |                                         |  |
|  | 3.º                                                   | Fiorentina                                            | 2                                                     | 3                                                     | 5                                                     |   |      |                                                        |                                                        |                                                        |                                                        |                                                        |  |      |                                                    |                                                    |                                                    |                                                    |                                                    |  | 15.° | Real Betis                              | 1                                       |                                         |  |
|  |                                                       |                                                       |                                                       |                                                       |                                                       |   |      |                                                        |                                                        |                                                        |                                                        |                                                        |  |      |                                                    |                                                    |                                                    |                                                    |                                                    |  | 15.° | Real Betis                              | 1                                       |                                         |  |
|  |                                                       |                                                       | 1.º                                                   | Chelsea                                               | 4                                                     |   |      |                                                        |                                                        |                                                        |                                                        |                                                        |  |      |                                                    |                                                    |                                                    |                                                    |                                                    |  |      |                                         |                                         |                                         |  |
|  | 12.º                                                  | Pafos                                                 | 1.º                                                   | Chelsea                                               | 4                                                     | 1 | 0    | 1                                                      |                                                        |                                                        |                                                        |                                                        |  |      |                                                    |                                                    |                                                    |                                                    |                                                    |  |      |                                         |                                         |                                         |  |
|  | 12.º                                                  | Pafos                                                 |                                                       |                                                       |                                                       |   |      |                                                        |                                                        |                                                        |                                                        |                                                        |  |      |                                                    |                                                    |                                                    |                                                    |                                                    |  |      |                                         |                                         |                                         |  |
|  | 5.º                                                   | Djurgårdens                                           | 0                                                     | 3                                                     | 3                                                     |   |      |                                                        |                                                        |                                                        |                                                        |                                                        |  |      |                                                    |                                                    |                                                    |                                                    |                                                    |  |      |                                         |                                         |                                         |  |
|  | 5.º                                                   | Djurgårdens                                           | 0                                                     | 3                                                     | 3                                                     |   | 5.º  | Djurgårdens (t. s.)                                    | 0                                                      | 4                                                      | 4                                                      |                                                        |  |      |                                                    |                                                    |                                                    |                                                    |                                                    |  |      |                                         |                                         |                                         |  |
|  |                                                       |                                                       |                                                       |                                                       |                                                       |   | 5.º  | Djurgårdens (t. s.)                                    | 0                                                      | 4                                                      | 4                                                      |                                                        |  |      |                                                    |                                                    |                                                    |                                                    |                                                    |  |      |                                         |                                         |                                         |  |
|  |                                                       |                                                       | 4.º                                                   | Rapid Viena                                           | 1                                                     | 1 | 2    |                                                        |                                                        |                                                        |                                                        |                                                        |  |      |                                                    |                                                    |                                                    |                                                    |                                                    |  |      |                                         |                                         |                                         |  |
|  | 20.º                                                  | Borac Banja Luka                                      | 4.º                                                   | Rapid Viena                                           | 1                                                     | 1 | 2    | 1                                                      | 1                                                      | 2                                                      |                                                        |                                                        |  |      |                                                    |                                                    |                                                    |                                                    |                                                    |  |      |                                         |                                         |                                         |  |
|  | 20.º                                                  | Borac Banja Luka                                      |                                                       |                                                       |                                                       |   |      |                                                        |                                                        | 2                                                      |                                                        |                                                        |  |      |                                                    |                                                    |                                                    |                                                    |                                                    |  |      |                                         |                                         |                                         |  |
|  | 4.º                                                   | Rapid Viena (t. s.)                                   | 1                                                     | 2                                                     | 3                                                     |   |      |                                                        |                                                        |                                                        |                                                        |                                                        |  |      |                                                    |                                                    |                                                    |                                                    |                                                    |  |      |                                         |                                         |                                         |  |
|  | 4.º                                                   | Rapid Viena (t. s.)                                   | 1                                                     | 2                                                     | 3                                                     |   |      |                                                        |                                                        |                                                        |                                                        |                                                        |  | 5.º  | Djurgårdens                                        | 1                                                  | 0                                                  | 1                                                  |                                                    |  |      |                                         |                                         |                                         |  |
|  |                                                       |                                                       |                                                       |                                                       |                                                       |   |      |                                                        |                                                        |                                                        |                                                        |                                                        |  | 5.º  | Djurgårdens                                        | 1                                                  | 0                                                  | 1                                                  |                                                    |  |      |                                         |                                         |                                         |  |
|  |                                                       |                                                       | 1.º                                                   | Chelsea                                               | 4                                                     | 1 | 5    |                                                        |                                                        |                                                        |                                                        |                                                        |  |      |                                                    |                                                    |                                                    |                                                    |                                                    |  |      |                                         |                                         |                                         |  |
|  | 23.°                                                  | Molde                                                 | 1.º                                                   | Chelsea                                               | 4                                                     | 1 | 5    | 3                                                      | 0                                                      | 3                                                      |                                                        |                                                        |  |      |                                                    |                                                    |                                                    |                                                    |                                                    |  |      |                                         |                                         |                                         |  |
|  | 23.°                                                  | Molde                                                 |                                                       |                                                       |                                                       |   |      |                                                        |                                                        | 3                                                      |                                                        |                                                        |  |      |                                                    |                                                    |                                                    |                                                    |                                                    |  |      |                                         |                                         |                                         |  |
|  | 7.º                                                   | Legia de Varsovia (t. s.)                             | 2                                                     | 2                                                     | 4                                                     |   |      |                                                        |                                                        |                                                        |                                                        |                                                        |  |      |                                                    |                                                    |                                                    |                                                    |                                                    |  |      |                                         |                                         |                                         |  |
|  | 7.º                                                   | Legia de Varsovia (t. s.)                             | 2                                                     | 2                                                     | 4                                                     |   | 7.º  | Legia de Varsovia                                      | 0                                                      | 2                                                      | 2                                                      |                                                        |  |      |                                                    |                                                    |                                                    |                                                    |                                                    |  |      |                                         |                                         |                                         |  |
|  |                                                       |                                                       |                                                       |                                                       |                                                       |   | 7.º  | Legia de Varsovia                                      | 0                                                      | 2                                                      | 2                                                      |                                                        |  |      |                                                    |                                                    |                                                    |                                                    |                                                    |  |      |                                         |                                         |                                         |  |
|  |                                                       |                                                       | 1.º                                                   | Chelsea                                               | 3                                                     | 1 | 4    |                                                        |                                                        |                                                        |                                                        |                                                        |  |      |                                                    |                                                    |                                                    |                                                    |                                                    |  |      |                                         |                                         |                                         |  |
|  | 18.º                                                  | Copenhague                                            | 1.º                                                   | Chelsea                                               | 3                                                     | 1 | 4    | 1                                                      | 0                                                      | 1                                                      |                                                        |                                                        |  |      |                                                    |                                                    |                                                    |                                                    |                                                    |  |      |                                         |                                         |                                         |  |
|  | 18.º                                                  | Copenhague                                            |                                                       |                                                       |                                                       |   |      |                                                        |                                                        | 1                                                      |                                                        |                                                        |  |      |                                                    |                                                    |                                                    |                                                    |                                                    |  |      |                                         |                                         |                                         |  |
|  | 1.º                                                   | Chelsea                                               | 2                                                     | 1                                                     | 3                                                     |   |      |                                                        |                                                        |                                                        |                                                        |                                                        |  |      |                                                    |                                                    |                                                    |                                                    |                                                    |  |      |                                         |                                         |                                         |  |
|  | 1.º                                                   | Chelsea                                               | 2                                                     | 1                                                     | 3                                                     |   |      |                                                        |                                                        |                                                        |                                                        |                                                        |  |      |                                                    |                                                    |                                                    |                                                    |                                                    |  |      |                                         |                                         |                                         |  |
|  |                                                       |                                                       |                                                       |                                                       |                                                       |   |      |                                                        |                                                        |                                                        |                                                        |                                                        |  |      |                                                    |                                                    |                                                    |                                                    |                                                    |  |      |                                         |                                         |                                         |  |

### Ronda preliminar
| Equipo 1           | Agr.         | Equipo 2              | Ida | Vuelta |
| ------------------ | ------------ | --------------------- | --- | ------ |
| Gante              | 1–3          | Real Betis            | 0–3 | 1–0    |
| TSC                | 2–6          | Jagiellonia Białystok | 1–3 | 1–3    |
| Celje              | 4–2          | APOEL                 | 2–2 | 2–0    |
| Víkingur Reykjavík | 2–3          | Panathinaikos         | 2–1 | 0–2    |
| Borac Banja Luka   | 1–0          | Olimpija Ljubljana    | 1–0 | 0–0    |
| Omonia Nicosia     | 2–3          | Pafos                 | 1–1 | 1–2    |
| Molde              | 1–1 (5–4 p.) | Shamrock Rovers       | 0–1 | 1–0    |
| Copenhague         | 4–3 (t. s.)  | Heidenheim            | 1–2 | 3–1    |

### Octavos de final
| Equipo 1              | Agr.         | Equipo 2          | Ida | Vuelta |
| --------------------- | ------------ | ----------------- | --- | ------ |
| Real Betis            | 6–2          | Vitória Guimarães | 2–2 | 4–0    |
| Jagiellonia Białystok | 3–2          | Círculo de Brujas | 3–0 | 0–2    |
| Celje                 | 5–5 (3–1 p.) | Lugano            | 1–0 | 4–5    |
| Panathinaikos         | 4–5          | Fiorentina        | 3–2 | 1–3    |
| Copenhague            | 1–3          | Chelsea           | 1–2 | 0–1    |
| Molde                 | 3–4 (t. s.)  | Legia de Varsovia | 3–2 | 0–2    |
| Pafos                 | 1–3          | Djurgårdens       | 1–0 | 0–3    |
| Borac Banja Luka      | 2–3 (t. s.)  | Rapid Viena       | 1–1 | 1–2    |

### Cuartos de final
| Equipo 1          | Agr.        | Equipo 2              | Ida | Vuelta |
| ----------------- | ----------- | --------------------- | --- | ------ |
| Real Betis        | 3–1         | Jagiellonia Białystok | 2–0 | 1–1    |
| Celje             | 3–4         | Fiorentina            | 1–2 | 2–2    |
| Legia de Varsovia | 2–4         | Chelsea               | 0–3 | 2–1    |
| Djurgårdens       | 4–2 (t. s.) | Rapid Viena           | 0–1 | 4–1    |

### Semifinales
| Equipo 1    | Agr. | Equipo 2   | Ida | Vuelta |
| ----------- | ---- | ---------- | --- | ------ |
| Real Betis  | 4–3  | Fiorentina | 2–1 | 2–2    |
| Djurgårdens | 1–5  | Chelsea    | 1–4 | 0–1    |

### Final
| 13    | POR   | Adrián San Miguel |     |
| 23    | DEF   | Youssouf Sabaly   |     |
| 5     | DEF   | Marc Bartra       |     |
| 6     | DEF   | Natan             |     |
| 12    | DEF   | Ricardo Rodríguez | 46' |
| 18    | MED   | Pablo Fornals     | 85' |
| 4     | MED   | Johnny Cardoso    |     |
| 7     | MED   | Antony            |     |
| 22    | DEL   | Isco              |     |
| 10    | DEL   | Ez Abde           | 53' |
| 11    | DEL   | Cédric Bakambu    | 72' |
| D. T. | D. T. | Manuel Pellegrini |     |

| 12    | POR   | Filip Jörgensen   |     |
| 27    | DEF   | Malo Gusto        | 46' |
| 23    | DEF   | Trevoh Chalobah   |     |
| 5     | DEF   | Benoît Badiashile | 62' |
| 3     | DEF   | Marc Cucurella    |     |
| 25    | MED   | Moisés Caicedo    |     |
| 8     | MED   | Enzo Fernández    |     |
| 7     | MED   | Pedro Neto        | 61' |
| 20    | DEL   | Cole Palmer       | 88' |
| 11    | DEL   | Noni Madueke      |     |
| 15    | DEL   | Nicolas Jackson   | 80' |
| D. T. | D. T. | Enzo Maresca      |     |

| 15 | DEF | Romain Perraud   | 46' |
| 36 | MED | Jesús Rodríguez  | 53' |
| 24 | DEF | Aitor Ruibal     | 72' |
| 16 | MED | Sergi Altimira   | 85' |
| 16 | MED | Giovani Lo Celso | 85' |

| 24 | DEF | Reece James           | 46' |
| 19 | MED | Jadon Sancho          | 61' |
| 6  | DEF | Levi Colwill          | 62' |
| 22 | MED | Kiernan Dewsbury-Hall | 80' |
| 38 | DEL | Marc Guiu             | 88' |

| 9' | Ez Abde | 1-0 |

| 65' · 70' · 83' · 90+1' | Enzo Fernández Nicolas Jackson Jadon Sancho Moisés Caicedo | 1–1 1–2 1–3 1–4 |

| 88' · 90+5' | Antony Romain Perraud |

| 55' · 79' · 85' | Benoît Badiashile Cole Palmer Jadon Sancho |

| Principal  | Irfan Peljto         |
| Asistentes | Senad Ibrišimbegović |
|            | Davor Beljo          |
| Cuarto     | Halil Umut Meler     |

| VAR            | Jérôme Brisard |
| Asistentes VAR | Willy Delajod  |
|                | Marco Di Bello |

|                    |     |     |
| Tiros              | 13  | 11  |
| Tiros a puerta     | 3   | 7   |
| Faltas             | 16  | 12  |
| Saques de esquina  | 4   | 4   |
| Fueras de juego    | 0   | 3   |
| Posesión del balón | 36% | 64% |

| Alineación inicial |

| 13    | POR   | Adrián San Miguel |     |
| 23    | DEF   | Youssouf Sabaly   |     |
| 5     | DEF   | Marc Bartra       |     |
| 6     | DEF   | Natan             |     |
| 12    | DEF   | Ricardo Rodríguez | 46' |
| 18    | MED   | Pablo Fornals     | 85' |
| 4     | MED   | Johnny Cardoso    |     |
| 7     | MED   | Antony            |     |
| 22    | DEL   | Isco              |     |
| 10    | DEL   | Ez Abde           | 53' |
| 11    | DEL   | Cédric Bakambu    | 72' |
| D. T. | D. T. | Manuel Pellegrini |     |

| 12    | POR   | Filip Jörgensen   |     |
| 27    | DEF   | Malo Gusto        | 46' |
| 23    | DEF   | Trevoh Chalobah   |     |
| 5     | DEF   | Benoît Badiashile | 62' |
| 3     | DEF   | Marc Cucurella    |     |
| 25    | MED   | Moisés Caicedo    |     |
| 8     | MED   | Enzo Fernández    |     |
| 7     | MED   | Pedro Neto        | 61' |
| 20    | DEL   | Cole Palmer       | 88' |
| 11    | DEL   | Noni Madueke      |     |
| 15    | DEL   | Nicolas Jackson   | 80' |
| D. T. | D. T. | Enzo Maresca      |     |

| 15 | DEF | Romain Perraud   | 46' |
| 36 | MED | Jesús Rodríguez  | 53' |
| 24 | DEF | Aitor Ruibal     | 72' |
| 16 | MED | Sergi Altimira   | 85' |
| 16 | MED | Giovani Lo Celso | 85' |

| 24 | DEF | Reece James           | 46' |
| 19 | MED | Jadon Sancho          | 61' |
| 6  | DEF | Levi Colwill          | 62' |
| 22 | MED | Kiernan Dewsbury-Hall | 80' |
| 38 | DEL | Marc Guiu             | 88' |

| 9' | Ez Abde | 1-0 |

| 65' · 70' · 83' · 90+1' | Enzo Fernández Nicolas Jackson Jadon Sancho Moisés Caicedo | 1–1 1–2 1–3 1–4 |

| 88' · 90+5' | Antony Romain Perraud |

| 55' · 79' · 85' | Benoît Badiashile Cole Palmer Jadon Sancho |

| Principal  | Irfan Peljto         |
| Asistentes | Senad Ibrišimbegović |
|            | Davor Beljo          |
| Cuarto     | Halil Umut Meler     |

| VAR            | Jérôme Brisard |
| Asistentes VAR | Willy Delajod  |
|                | Marco Di Bello |

|                    |     |     |
| Tiros              | 13  | 11  |
| Tiros a puerta     | 3   | 7   |
| Faltas             | 16  | 12  |
| Saques de esquina  | 4   | 4   |
| Fueras de juego    | 0   | 3   |
| Posesión del balón | 36% | 64% |

| Alineación inicial |

| 13    | POR   | Adrián San Miguel |     |
| 23    | DEF   | Youssouf Sabaly   |     |
| 5     | DEF   | Marc Bartra       |     |
| 6     | DEF   | Natan             |     |
| 12    | DEF   | Ricardo Rodríguez | 46' |
| 18    | MED   | Pablo Fornals     | 85' |
| 4     | MED   | Johnny Cardoso    |     |
| 7     | MED   | Antony            |     |
| 22    | DEL   | Isco              |     |
| 10    | DEL   | Ez Abde           | 53' |
| 11    | DEL   | Cédric Bakambu    | 72' |
| D. T. | D. T. | Manuel Pellegrini |     |

| 12    | POR   | Filip Jörgensen   |     |
| 27    | DEF   | Malo Gusto        | 46' |
| 23    | DEF   | Trevoh Chalobah   |     |
| 5     | DEF   | Benoît Badiashile | 62' |
| 3     | DEF   | Marc Cucurella    |     |
| 25    | MED   | Moisés Caicedo    |     |
| 8     | MED   | Enzo Fernández    |     |
| 7     | MED   | Pedro Neto        | 61' |
| 20    | DEL   | Cole Palmer       | 88' |
| 11    | DEL   | Noni Madueke      |     |
| 15    | DEL   | Nicolas Jackson   | 80' |
| D. T. | D. T. | Enzo Maresca      |     |

| 15 | DEF | Romain Perraud   | 46' |
| 36 | MED | Jesús Rodríguez  | 53' |
| 24 | DEF | Aitor Ruibal     | 72' |
| 16 | MED | Sergi Altimira   | 85' |
| 16 | MED | Giovani Lo Celso | 85' |

| 24 | DEF | Reece James           | 46' |
| 19 | MED | Jadon Sancho          | 61' |
| 6  | DEF | Levi Colwill          | 62' |
| 22 | MED | Kiernan Dewsbury-Hall | 80' |
| 38 | DEL | Marc Guiu             | 88' |

| 9' | Ez Abde | 1-0 |

| 65' · 70' · 83' · 90+1' | Enzo Fernández Nicolas Jackson Jadon Sancho Moisés Caicedo | 1–1 1–2 1–3 1–4 |

| 88' · 90+5' | Antony Romain Perraud |

| 55' · 79' · 85' | Benoît Badiashile Cole Palmer Jadon Sancho |

| Principal  | Irfan Peljto         |
| Asistentes | Senad Ibrišimbegović |
|            | Davor Beljo          |
| Cuarto     | Halil Umut Meler     |

| VAR            | Jérôme Brisard |
| Asistentes VAR | Willy Delajod  |
|                | Marco Di Bello |

|                    |     |     |
| Tiros              | 13  | 11  |
| Tiros a puerta     | 3   | 7   |
| Faltas             | 16  | 12  |
| Saques de esquina  | 4   | 4   |
| Fueras de juego    | 0   | 3   |
| Posesión del balón | 36% | 64% |

| Alineación inicial |

| 13    | POR   | Adrián San Miguel |     |
| 23    | DEF   | Youssouf Sabaly   |     |
| 5     | DEF   | Marc Bartra       |     |
| 6     | DEF   | Natan             |     |
| 12    | DEF   | Ricardo Rodríguez | 46' |
| 18    | MED   | Pablo Fornals     | 85' |
| 4     | MED   | Johnny Cardoso    |     |
| 7     | MED   | Antony            |     |
| 22    | DEL   | Isco              |     |
| 10    | DEL   | Ez Abde           | 53' |
| 11    | DEL   | Cédric Bakambu    | 72' |
| D. T. | D. T. | Manuel Pellegrini |     |

| 12    | POR   | Filip Jörgensen   |     |
| 27    | DEF   | Malo Gusto        | 46' |
| 23    | DEF   | Trevoh Chalobah   |     |
| 5     | DEF   | Benoît Badiashile | 62' |
| 3     | DEF   | Marc Cucurella    |     |
| 25    | MED   | Moisés Caicedo    |     |
| 8     | MED   | Enzo Fernández    |     |
| 7     | MED   | Pedro Neto        | 61' |
| 20    | DEL   | Cole Palmer       | 88' |
| 11    | DEL   | Noni Madueke      |     |
| 15    | DEL   | Nicolas Jackson   | 80' |
| D. T. | D. T. | Enzo Maresca      |     |

| 15 | DEF | Romain Perraud   | 46' |
| 36 | MED | Jesús Rodríguez  | 53' |
| 24 | DEF | Aitor Ruibal     | 72' |
| 16 | MED | Sergi Altimira   | 85' |
| 16 | MED | Giovani Lo Celso | 85' |

| 24 | DEF | Reece James           | 46' |
| 19 | MED | Jadon Sancho          | 61' |
| 6  | DEF | Levi Colwill          | 62' |
| 22 | MED | Kiernan Dewsbury-Hall | 80' |
| 38 | DEL | Marc Guiu             | 88' |

| 9' | Ez Abde | 1-0 |

| 65' · 70' · 83' · 90+1' | Enzo Fernández Nicolas Jackson Jadon Sancho Moisés Caicedo | 1–1 1–2 1–3 1–4 |

| 88' · 90+5' | Antony Romain Perraud |

| 55' · 79' · 85' | Benoît Badiashile Cole Palmer Jadon Sancho |

| Principal  | Irfan Peljto         |
| Asistentes | Senad Ibrišimbegović |
|            | Davor Beljo          |
| Cuarto     | Halil Umut Meler     |

| VAR            | Jérôme Brisard |
| Asistentes VAR | Willy Delajod  |
|                | Marco Di Bello |

|                    |     |     |
| Tiros              | 13  | 11  |
| Tiros a puerta     | 3   | 7   |
| Faltas             | 16  | 12  |
| Saques de esquina  | 4   | 4   |
| Fueras de juego    | 0   | 3   |
| Posesión del balón | 36% | 64% |

| Alineación inicial |

|                             |
| Bandera de Inglaterra       |
| Campeón Chelsea 1.er título |

## Estadísticas

### Récords
Nota: No contabilizadas las estadísticas en rondas previas.
- Primer gol de la temporada: Anotado por Samu, en el Vitória Guimarães 3 – 1 Celje (2 de octubre de 2024)
- Último gol de la temporada: Anotado por Moisés Caicedo en el Real Betis 1 – 4 Chelsea (28 de mayo de 2025)
- Gol más rápido:
- Gol más cercano al final del encuentro:
- Mayor número de goles marcados en un partido: 9 goles, Lugano 5 – 4 Celje (13 de marzo de 2025)
- Partido con más espectadores: 59 742, en el Panathinaikos 1 – 4 Chelsea (24 de octubre de 2024)
- Partido con menos espectadores: 0, en el Dinamo Minsk 1 – 2 Heart of Midlothian (3 de octubre de 2024)[n. 2]; 0, en el Dinamo Minsk 1 – 2 Copenhague (28 de noviembre de 2024)[n. 2]; 0, en el Dinamo Minsk 2 – 0 Larne (12 de diciembre de 2024)[n. 2]
- Mayor victoria local: Chelsea 8 – 0 Noah (7 de noviembre de 2024)
- Mayor victoria visitante: Vitória Guimarães 0 – 4 Real Betis (13 de marzo de 2025)

### Máximos goleadores
Nota: No contabilizadas las estadísticas en rondas previas.
Datos actualizados a 28 de mayo de 2025.
| Pos. | Jugador            | Equipo                | Goles | Part. | Prom. |
| ---- | ------------------ | --------------------- | ----- | ----- | ----- |
| 1    | Afimico Pululu     | Jagiellonia Białystok | 8     | 12    | 0.67  |
| 2    | Cédric Bakambu     | Real Betis            | 7     | 14    | 0.5   |
| 3    | Armandas Kučys     | Celje                 | 6     | 7     | 0.86  |
| 3    | Marc Guiu          | Chelsea               | 6     | 7     | 0.86  |
| 5    | Johnny Kenny       | Shamrock Rovers       | 5     | 6     | 0.83  |
| 5    | Krzysztof Piątek   | İstanbul Başakşehir   | 5     | 6     | 0.83  |
| 7    | Miloš Pantović     | TSC                   | 5     | 8     | 0.63  |
| 8    | Christopher Nkunku | Chelsea               | 5     | 9     | 0.56  |
| 9    | Dion Drena Beljo   | Rapid Viena           | 5     | 10    | 0.5   |
| 10   | Rolando Mandragora | Fiorentina            | 5     | 11    | 0.45  |

### Máximos asistentes
Nota: No contabilizadas las estadísticas en rondas previas.
Datos actualizados a 28 de mayo de 2025.
| Pos. | Jugador           | Equipo                | Asist | Part. | Prom. |
| ---- | ----------------- | --------------------- | ----- | ----- | ----- |
| 1    | Svit Sešlar       | Celje                 | 8     | 12    | 0.67  |
| 2    | Enzo Fernández    | Chelsea               | 6     | 6     | 1     |
| 3    | Tokmac Chol Nguen | Djurgårdens           | 5     | 11    | 0.45  |
| 4    | Kévin Denkey      | Cercle Brugge         | 4     | 4     | 1     |
| 5    | Marcos López      | Copenhague            | 4     | 6     | 0.67  |
| 6    | Jadon Sancho      | Chelsea               | 4     | 8     | 0.5   |
| 7    | Jesús Imaz        | Jagiellonia Białystok | 4     | 12    | 0.33  |

### Mejor portero
Nota: No contabilizadas las estadísticas en rondas previas.
Datos actualizados a 28 de mayo de 2025.
| Pos. | Jugador                  | Equipo             | Goles recibidos | Part. | Coef. |
| ---- | ------------------------ | ------------------ | --------------- | ----- | ----- |
| 1    | Edward McGinty           | Shamrock Rovers    | 1               | 2     | 0.5   |
| 1    | Malkolm Nilsson Säfqvist | Djurgårdens        | 1               | 2     | 0.5   |
| 3    | Josip Čondrić            | Astaná             | 2               | 3     | 0.67  |
| 3    | Yuri Lodyguin            | Panathinaikos      | 2               | 3     | 0.67  |
| 5    | Filip Jörgensen          | Chelsea            | 9               | 12    | 0.75  |
| 6    | Kacper Tobiasz           | Legia Varsovia     | 3               | 4     | 0.75  |
| 7    | Kevin Müller             | Heidenheim         | 4               | 5     | 0.8   |
| 8    | Fran Vieites             | Real Betis         | 7               | 8     | 0.88  |
| 8    | Matevž Vidovšek          | Olimpija Ljubljana | 7               | 8     | 0.88  |

### Hat-tricks o pókers
A continuación se detallan los tripletes conseguidos a lo largo de la temporada.
Nota: No contabilizadas las estadísticas en rondas previas.
| Fecha      | Jugador      | Goles         | Local         | Resultado | Visitante       | Jornada   | Ref.   |
| ---------- | ------------ | ------------- | ------------- | --------- | --------------- | --------- | ------ |
| 03/10/2024 | Kévin Denkey | 25' 43' 54'   | Cercle Brugge | 6 – 2     | St. Gallen      | Jornada 1 | [ 12 ] |
| 19/12/2024 | Marc Guiu    | 23' 34' 45+3' | Chelsea       | 5 – 1     | Shamrock Rovers | Jornada 6 | [ 13 ] |

### Autogoles
A continuación se detallan los autogoles marcados a lo largo de la temporada.
Nota: No contabilizadas las estadísticas en rondas previas.
| Fecha      | Jugador           | Minuto        | Local                 | Resultado | Visitante             | Jornada                   | Ref.   |
| ---------- | ----------------- | ------------- | --------------------- | --------- | --------------------- | ------------------------- | ------ |
| 03/10/2024 | Sergey Politevich | 37' , 1 – 1   | Dinamo Minsk          | 1 – 2     | Heart of Midlothian   | Jornada 1                 | [ 14 ] |
| 24/10/2024 | Tomás Cosgrove    | 30' , 0 – 3   | Larne                 | 1 – 4     | Shamrock Rovers       | Jornada 2                 | [ 15 ] |
| 07/11/2024 | Abdoulaye Diaby   | 4' , 1 – 0    | Larne                 | 1 – 2     | St. Gallen            | Jornada 3                 |        |
| 28/11/2024 | Adrián Diéguez    | 80' , 3 – 3   | Celje                 | 3 – 3     | Jagiellonia Białystok | Jornada 4                 |        |
| 28/11/2024 | Joona Toivio      | 33' , 1 – 0   | Panathinaikos         | 1 – 0     | HJK Helsinki          | Jornada 4                 | [ 16 ] |
| 28/11/2024 | David Goldar      | 53' , 2 – 0   | Fiorentina            | 3 – 2     | Pafos                 | Jornada 4                 | [ 17 ] |
| 12/12/2024 | Filip Stojković   | 82' , 6 – 0   | Fiorentina            | 7 – 0     | LASK                  | Jornada 5                 | [ 18 ] |
| 19/12/2024 | Amir Saipi        | 4' , 0 – 1    | Lugano                | 2 – 2     | Pafos                 | Jornada 6                 |        |
| 19/12/2024 | Tomáš Král        | 42' , 2 – 1   | Molde                 | 4 – 3     | Mladá Boleslav        | Jornada 6                 |        |
| 20/02/2025 | Viktor Radojević  | 76' , 3 – 1   | Jagiellonia Białystok | 3 – 1     | TSC                   | Ronda Preliminar (Vuelta) |        |
| 10/04/2025 | Hampus Finndell   | 62' , 0 – 1   | Djurgårdens           | 0 – 1     | Rapid Viena           | Cuartos de final (Ida)    |        |
| 17/04/2025 | Jacob Une Larsson | 45+1' , 1 – 1 | Rapid Viena           | 1 – 4     | Djurgårdens           | Cuartos de final (Vuelta) |        |

### Equipo de la temporada
El grupo de estudio técnico de la UEFA seleccionó a los siguientes jugadores como equipo del torneo.
| Pos. | Jugador                 | Equipo                |
| ---- | ----------------------- | --------------------- |
| POR  | Filip Jörgensen         | Chelsea               |
| DEF  | Youssouf Sabaly         | Real Betis            |
| DEF  | Tosin Adarabioyo        | Chelsea               |
| DEF  | Natan Bernardo de Souza | Real Betis            |
| DEF  | Robin Gosens            | Fiorentina            |
| MED  | Svit Sešlar             | Celje                 |
| MED  | Isco                    | Real Betis            |
| MED  | Enzo Fernández          | Chelsea               |
| DEL  | Cole Palmer             | Chelsea               |
| DEL  | Afimico Pululu          | Jagiellonia Białystok |
| DEL  | Tokmac Chol Nguen       | Djurgårdens           |

### Jugador de la temporada
- Isco ( Real Betis)[20]

### Joven jugador de la temporada
- Tobias Gulliksen ( Djurgårdens)[21]

### Rendimiento
Nota: No contabilizadas las estadísticas en rondas previas.
| Club | Club                  | Pts. | PJ | PG | PE | PP | GF | GC | Dif. | Rend.  |
| ---- | --------------------- | ---- | -- | -- | -- | -- | -- | -- | ---- | ------ |
| 1    | Chelsea               | 36   | 13 | 12 | 0  | 1  | 42 | 10 | +32  | 92.31% |
| 2    | Real Betis            | 24   | 15 | 7  | 3  | 5  | 22 | 16 | +6   | 53.33% |
| 3    | Fiorentina            | 23   | 12 | 7  | 2  | 3  | 30 | 17 | +13  | 63.89% |
| 4    | Djurgårdens           | 19   | 12 | 6  | 1  | 5  | 17 | 15 | +2   | 52.78% |
| 5    | Jagiellonia Białystok | 21   | 12 | 6  | 3  | 3  | 20 | 12 | +8   | 58.33% |
| 6    | Legia de Varsovia     | 18   | 10 | 6  | 0  | 4  | 18 | 12 | +6   | 60%    |
| 7    | Rapid Viena           | 18   | 10 | 5  | 3  | 2  | 15 | 9  | +6   | 60%    |
| 8    | Celje                 | 15   | 12 | 4  | 3  | 5  | 24 | 23 | +1   | 41.67% |
| 9    | Pafos                 | 17   | 10 | 5  | 2  | 3  | 15 | 12 | +3   | 56.67% |
| 10   | Lugano                | 16   | 8  | 5  | 1  | 2  | 15 | 11 | +4   | 66.67% |
| 11   | Panathinaikos         | 16   | 10 | 5  | 1  | 4  | 17 | 14 | +3   | 53.33% |
| 12   | Vitória Guimarães     | 15   | 8  | 4  | 3  | 1  | 15 | 12 | +3   | 62.5%  |
| 13   | Círculo de Brujas     | 14   | 8  | 4  | 2  | 2  | 16 | 10 | +6   | 58.33% |
| 14   | Borac Banja Luka      | 14   | 10 | 3  | 5  | 2  | 7  | 9  | –2   | 46.67% |
| 15   | Molde                 | 13   | 10 | 4  | 1  | 5  | 14 | 15 | –1   | 43.33% |
| 16   | Copenhague            | 11   | 10 | 3  | 2  | 5  | 12 | 15 | –3   | 36.67% |
| 17   | Shamrock Rovers       | 14   | 8  | 4  | 2  | 2  | 13 | 10 | +3   | 58.33% |
| 18   | Heidenheim            | 13   | 8  | 4  | 1  | 3  | 10 | 10 | 0    | 54.17% |
| 19   | APOEL                 | 12   | 8  | 3  | 3  | 2  | 10 | 9  | +1   | 50%    |
| 20   | Gent                  | 12   | 8  | 4  | 0  | 4  | 9  | 11 | –2   | 50%    |
| 21   | Olimpija Ljubljana    | 11   | 8  | 3  | 2  | 3  | 7  | 7  | 0    | 45.83% |
| 22   | Víkingur Reykjavík    | 11   | 8  | 3  | 2  | 3  | 9  | 11 | –2   | 45.83% |
| 23   | Omonia Nicosia        | 8    | 8  | 2  | 2  | 4  | 9  | 10 | –1   | 33.33% |
| 24   | TSC                   | 7    | 8  | 2  | 1  | 5  | 12 | 19 | –7   | 29.17% |
| 25   | Heart of Midlothian   | 7    | 6  | 2  | 1  | 3  | 6  | 9  | –3   | 38.89% |
| 26   | İstanbul Başakşehir   | 6    | 6  | 1  | 3  | 2  | 9  | 12 | –3   | 33.33% |
| 27   | Mladá Boleslav        | 6    | 6  | 2  | 0  | 4  | 7  | 10 | –3   | 33.33% |
| 28   | Astaná                | 5    | 6  | 1  | 2  | 3  | 4  | 8  | –4   | 27.78% |
| 29   | St. Gallen            | 5    | 6  | 1  | 2  | 3  | 10 | 18 | –8   | 27.78% |
| 30   | HJK                   | 4    | 6  | 1  | 1  | 4  | 3  | 9  | –6   | 22.22% |
| 31   | Noah                  | 4    | 6  | 1  | 1  | 4  | 6  | 16 | –10  | 22.22% |
| 32   | The New Saints        | 3    | 6  | 1  | 0  | 5  | 5  | 10 | –5   | 16.67% |
| 33   | Dinamo Minsk          | 3    | 6  | 1  | 0  | 5  | 4  | 13 | –9   | 16.67% |
| 34   | Larne                 | 3    | 6  | 1  | 0  | 5  | 3  | 12 | –9   | 16.67% |
| 35   | LASK                  | 3    | 6  | 0  | 3  | 3  | 4  | 14 | –10  | 16.67% |
| 36   | Petrocub Hîncești     | 2    | 6  | 0  | 2  | 4  | 4  | 13 | –9   | 11.11% |